# Division II i ishockey 1967-68
Division II i ishockey 1967-68 var turneringen for mandlige ishockeyhold i den næstbedste række i det svenske ligasystem. Turneringen havde deltagelse af 90 hold, der spillede om fire oprykningspladser til Division I, og om at undgå 18 nedrykningspladser til Division III.
Holdene var inddelt i fire regioner, nord (21 hold), øst (26 hold), vest (23 hold) og syd (24 hold). I alle fire regioner var holdene inddelt i to puljer med 9-14 hold, og i hver pulje spillede holdene en dobbeltturnering alle-mod-alle. De otte puljevindere gik videre til oprykningsspillet til Division I, og de 1-3 dårligste hold i hver pulje blev rykket ned i Division III. I oprykningsspillet blev de otte puljevindere blev inddelt i to nye puljer med fire hold i hver, som begge spillede en dobbeltturnering alle-mod-alle. I hver af de to puljer var der to oprykningspladser til Division I på spil.
De fire oprykningspladser blev besat af:
- Skellefteå AIK, der vandt Division II Nord A, og som endte på førstepladsen i Oprykningsspil Nord.
- Hammarby IF, der vandt Division II Øst B, og som endte på andenpladsen i Oprykningsspil Nord.
- IF Karlskoga/Bofors, der vandt Division II Vest B, og som endte på førstepladsen i Oprykningsspil Syd.
- Nybro IF, der vandt Division II Syd B, og som endte på andenpladsen i Oprykningsspil Syd.

## Hold
Division II havde deltagelse af 94 klubber, hvilket var fire flere end i den foregående sæson. Blandt deltagerne var:
- 4 klubber, der var rykket ned fra Division I: Avesta BK, Clemensnäs IF, Skellefteå AIK og Örebro SK.
- 21 klubber, der var rykket op fra Division III: Frösö IF, GAIS, Gislaveds SK, Godtemplares IF, Halmstads HK, Hanvikens SK, IF Tunabro, IFK Mariefred, IFK Oskarshamn, IFK Österåker, IK Terra, Kalix IF, Roma IF, Skövde IK, Sunne IK, Söderhamns IK, Tierps IF, Tunadals IF, Västerås SK, Öjeby IF og Örnsköldsviks SK.

Desuden var der siden den foregående sæson sket følgende ændringer:
- IFK Norrköping og IK Sleipner havde fusioneret og fortsatte derfor i Division II under navnet IFK/IKS.
- Mariestads CK havde fusioneret med Lekbergs BTK og Leksbergs IF og fortsatte i Division II under navnet Mariestads BoIS.
- Vättersnäs IF og IK Stefa havde fusioneret og fortsatte derfor i Division II under navnet Vätterstads IK.
- GIF Sundsvall havde trukket sit hold fra Division I, fordi klubben havde nedlagt sin ishockeyafdeling.
- Hammarby IF var blevet overført fra Division II Vest A til Division II Øst B, og HC Dalen og Norrahammars GIS var blevet flyttet fra Division II Syd B til Division II Syd A.

Klubberne var inddelt i fire regioner med 21-26 hold i hver, og i hver region var klubberne inddelt i to puljer med 9-14 hold i hver pulje.
| Hold i Division II 1967-68 | Hold i Division II 1967-68 | Hold i Division II 1967-68 | Hold i Division II 1967-68 | Boden Clemensnäs Glommersträsk IFK Kiruna Kiruna AIF Luleå Kalix Kågedalen Piteå Rönnskär Skellefteå Öjeby Frösö Heffners/Ortviken Nyland Järved Sandåkern Sollefteå Tunadal Örnsköldsvik Östersund Alfta Bollnäs Godtemplarna Gävle Godtemplare Hedemora Hofors Häradsbygden Tunabro Ljusne Söderhamn Tierp Vansbro Almtuna Österåker Norrtälje Roma Väsby Hammarby, Hanviken, Huddinge, IFK Stockholm, Lidingö, Mälarhöjden, Nacka, Sundbyberg og Traneberg Avesta Remo Enköping Fagersta Arboga Westmann. Ludvika Morgårdsh. Skultuna Surahamm. Västerås Deje Forshaga Grums Karlskoga Bofors Munkfors Trollhättan Viking Kil Mariestad Skövde Sunne Uddeholm Kenty Flen Dalen Vätterstad Husqvarna IFK/IKS Mariefred Terra Norraham. Nyköping Tranås Örebro GAIS Gislaved Halmstad Troja Oskarshamn Malmö Norrby Nybro Skillingaryd Sågdalen Tyringe Öster |
| Hold                       | By                         | Hold                       | By                         | Boden Clemensnäs Glommersträsk IFK Kiruna Kiruna AIF Luleå Kalix Kågedalen Piteå Rönnskär Skellefteå Öjeby Frösö Heffners/Ortviken Nyland Järved Sandåkern Sollefteå Tunadal Örnsköldsvik Östersund Alfta Bollnäs Godtemplarna Gävle Godtemplare Hedemora Hofors Häradsbygden Tunabro Ljusne Söderhamn Tierp Vansbro Almtuna Österåker Norrtälje Roma Väsby Hammarby, Hanviken, Huddinge, IFK Stockholm, Lidingö, Mälarhöjden, Nacka, Sundbyberg og Traneberg Avesta Remo Enköping Fagersta Arboga Westmann. Ludvika Morgårdsh. Skultuna Surahamm. Västerås Deje Forshaga Grums Karlskoga Bofors Munkfors Trollhättan Viking Kil Mariestad Skövde Sunne Uddeholm Kenty Flen Dalen Vätterstad Husqvarna IFK/IKS Mariefred Terra Norraham. Nyköping Tranås Örebro GAIS Gislaved Halmstad Troja Oskarshamn Malmö Norrby Nybro Skillingaryd Sågdalen Tyringe Öster |
| Nord                       |                            |                            |                            | Boden Clemensnäs Glommersträsk IFK Kiruna Kiruna AIF Luleå Kalix Kågedalen Piteå Rönnskär Skellefteå Öjeby Frösö Heffners/Ortviken Nyland Järved Sandåkern Sollefteå Tunadal Örnsköldsvik Östersund Alfta Bollnäs Godtemplarna Gävle Godtemplare Hedemora Hofors Häradsbygden Tunabro Ljusne Söderhamn Tierp Vansbro Almtuna Österåker Norrtälje Roma Väsby Hammarby, Hanviken, Huddinge, IFK Stockholm, Lidingö, Mälarhöjden, Nacka, Sundbyberg og Traneberg Avesta Remo Enköping Fagersta Arboga Westmann. Ludvika Morgårdsh. Skultuna Surahamm. Västerås Deje Forshaga Grums Karlskoga Bofors Munkfors Trollhättan Viking Kil Mariestad Skövde Sunne Uddeholm Kenty Flen Dalen Vätterstad Husqvarna IFK/IKS Mariefred Terra Norraham. Nyköping Tranås Örebro GAIS Gislaved Halmstad Troja Oskarshamn Malmö Norrby Nybro Skillingaryd Sågdalen Tyringe Öster |
| Division II Nord A         | Division II Nord A         | Division II Nord B         | Division II Nord B         | Boden Clemensnäs Glommersträsk IFK Kiruna Kiruna AIF Luleå Kalix Kågedalen Piteå Rönnskär Skellefteå Öjeby Frösö Heffners/Ortviken Nyland Järved Sandåkern Sollefteå Tunadal Örnsköldsvik Östersund Alfta Bollnäs Godtemplarna Gävle Godtemplare Hedemora Hofors Häradsbygden Tunabro Ljusne Söderhamn Tierp Vansbro Almtuna Österåker Norrtälje Roma Väsby Hammarby, Hanviken, Huddinge, IFK Stockholm, Lidingö, Mälarhöjden, Nacka, Sundbyberg og Traneberg Avesta Remo Enköping Fagersta Arboga Westmann. Ludvika Morgårdsh. Skultuna Surahamm. Västerås Deje Forshaga Grums Karlskoga Bofors Munkfors Trollhättan Viking Kil Mariestad Skövde Sunne Uddeholm Kenty Flen Dalen Vätterstad Husqvarna IFK/IKS Mariefred Terra Norraham. Nyköping Tranås Örebro GAIS Gislaved Halmstad Troja Oskarshamn Malmö Norrby Nybro Skillingaryd Sågdalen Tyringe Öster |
| Bodens BK                  | Boden                      | Frösö IF                   | Frösön                     | Boden Clemensnäs Glommersträsk IFK Kiruna Kiruna AIF Luleå Kalix Kågedalen Piteå Rönnskär Skellefteå Öjeby Frösö Heffners/Ortviken Nyland Järved Sandåkern Sollefteå Tunadal Örnsköldsvik Östersund Alfta Bollnäs Godtemplarna Gävle Godtemplare Hedemora Hofors Häradsbygden Tunabro Ljusne Söderhamn Tierp Vansbro Almtuna Österåker Norrtälje Roma Väsby Hammarby, Hanviken, Huddinge, IFK Stockholm, Lidingö, Mälarhöjden, Nacka, Sundbyberg og Traneberg Avesta Remo Enköping Fagersta Arboga Westmann. Ludvika Morgårdsh. Skultuna Surahamm. Västerås Deje Forshaga Grums Karlskoga Bofors Munkfors Trollhättan Viking Kil Mariestad Skövde Sunne Uddeholm Kenty Flen Dalen Vätterstad Husqvarna IFK/IKS Mariefred Terra Norraham. Nyköping Tranås Örebro GAIS Gislaved Halmstad Troja Oskarshamn Malmö Norrby Nybro Skillingaryd Sågdalen Tyringe Öster |
| Clemensnäs IF              | Ursviken                   | Heffners/Ortvikens IF      | Sundsvall                  | Boden Clemensnäs Glommersträsk IFK Kiruna Kiruna AIF Luleå Kalix Kågedalen Piteå Rönnskär Skellefteå Öjeby Frösö Heffners/Ortviken Nyland Järved Sandåkern Sollefteå Tunadal Örnsköldsvik Östersund Alfta Bollnäs Godtemplarna Gävle Godtemplare Hedemora Hofors Häradsbygden Tunabro Ljusne Söderhamn Tierp Vansbro Almtuna Österåker Norrtälje Roma Väsby Hammarby, Hanviken, Huddinge, IFK Stockholm, Lidingö, Mälarhöjden, Nacka, Sundbyberg og Traneberg Avesta Remo Enköping Fagersta Arboga Westmann. Ludvika Morgårdsh. Skultuna Surahamm. Västerås Deje Forshaga Grums Karlskoga Bofors Munkfors Trollhättan Viking Kil Mariestad Skövde Sunne Uddeholm Kenty Flen Dalen Vätterstad Husqvarna IFK/IKS Mariefred Terra Norraham. Nyköping Tranås Örebro GAIS Gislaved Halmstad Troja Oskarshamn Malmö Norrby Nybro Skillingaryd Sågdalen Tyringe Öster |
| Glommersträsk IF           | Glommersträsk              | IFK Nyland                 | Nyland                     | Boden Clemensnäs Glommersträsk IFK Kiruna Kiruna AIF Luleå Kalix Kågedalen Piteå Rönnskär Skellefteå Öjeby Frösö Heffners/Ortviken Nyland Järved Sandåkern Sollefteå Tunadal Örnsköldsvik Östersund Alfta Bollnäs Godtemplarna Gävle Godtemplare Hedemora Hofors Häradsbygden Tunabro Ljusne Söderhamn Tierp Vansbro Almtuna Österåker Norrtälje Roma Väsby Hammarby, Hanviken, Huddinge, IFK Stockholm, Lidingö, Mälarhöjden, Nacka, Sundbyberg og Traneberg Avesta Remo Enköping Fagersta Arboga Westmann. Ludvika Morgårdsh. Skultuna Surahamm. Västerås Deje Forshaga Grums Karlskoga Bofors Munkfors Trollhättan Viking Kil Mariestad Skövde Sunne Uddeholm Kenty Flen Dalen Vätterstad Husqvarna IFK/IKS Mariefred Terra Norraham. Nyköping Tranås Örebro GAIS Gislaved Halmstad Troja Oskarshamn Malmö Norrby Nybro Skillingaryd Sågdalen Tyringe Öster |
| IFK Kiruna                 | Kiruna                     | Järveds IF                 | Örnsköldsvik               | Boden Clemensnäs Glommersträsk IFK Kiruna Kiruna AIF Luleå Kalix Kågedalen Piteå Rönnskär Skellefteå Öjeby Frösö Heffners/Ortviken Nyland Järved Sandåkern Sollefteå Tunadal Örnsköldsvik Östersund Alfta Bollnäs Godtemplarna Gävle Godtemplare Hedemora Hofors Häradsbygden Tunabro Ljusne Söderhamn Tierp Vansbro Almtuna Österåker Norrtälje Roma Väsby Hammarby, Hanviken, Huddinge, IFK Stockholm, Lidingö, Mälarhöjden, Nacka, Sundbyberg og Traneberg Avesta Remo Enköping Fagersta Arboga Westmann. Ludvika Morgårdsh. Skultuna Surahamm. Västerås Deje Forshaga Grums Karlskoga Bofors Munkfors Trollhättan Viking Kil Mariestad Skövde Sunne Uddeholm Kenty Flen Dalen Vätterstad Husqvarna IFK/IKS Mariefred Terra Norraham. Nyköping Tranås Örebro GAIS Gislaved Halmstad Troja Oskarshamn Malmö Norrby Nybro Skillingaryd Sågdalen Tyringe Öster |
| IFK Luleå                  | Luleå                      | Sandåkerns SK              | Umeå                       | Boden Clemensnäs Glommersträsk IFK Kiruna Kiruna AIF Luleå Kalix Kågedalen Piteå Rönnskär Skellefteå Öjeby Frösö Heffners/Ortviken Nyland Järved Sandåkern Sollefteå Tunadal Örnsköldsvik Östersund Alfta Bollnäs Godtemplarna Gävle Godtemplare Hedemora Hofors Häradsbygden Tunabro Ljusne Söderhamn Tierp Vansbro Almtuna Österåker Norrtälje Roma Väsby Hammarby, Hanviken, Huddinge, IFK Stockholm, Lidingö, Mälarhöjden, Nacka, Sundbyberg og Traneberg Avesta Remo Enköping Fagersta Arboga Westmann. Ludvika Morgårdsh. Skultuna Surahamm. Västerås Deje Forshaga Grums Karlskoga Bofors Munkfors Trollhättan Viking Kil Mariestad Skövde Sunne Uddeholm Kenty Flen Dalen Vätterstad Husqvarna IFK/IKS Mariefred Terra Norraham. Nyköping Tranås Örebro GAIS Gislaved Halmstad Troja Oskarshamn Malmö Norrby Nybro Skillingaryd Sågdalen Tyringe Öster |
| Kalix IF                   | Kalix                      | Sollefteå IK               | Sollefteå                  | Boden Clemensnäs Glommersträsk IFK Kiruna Kiruna AIF Luleå Kalix Kågedalen Piteå Rönnskär Skellefteå Öjeby Frösö Heffners/Ortviken Nyland Järved Sandåkern Sollefteå Tunadal Örnsköldsvik Östersund Alfta Bollnäs Godtemplarna Gävle Godtemplare Hedemora Hofors Häradsbygden Tunabro Ljusne Söderhamn Tierp Vansbro Almtuna Österåker Norrtälje Roma Väsby Hammarby, Hanviken, Huddinge, IFK Stockholm, Lidingö, Mälarhöjden, Nacka, Sundbyberg og Traneberg Avesta Remo Enköping Fagersta Arboga Westmann. Ludvika Morgårdsh. Skultuna Surahamm. Västerås Deje Forshaga Grums Karlskoga Bofors Munkfors Trollhättan Viking Kil Mariestad Skövde Sunne Uddeholm Kenty Flen Dalen Vätterstad Husqvarna IFK/IKS Mariefred Terra Norraham. Nyköping Tranås Örebro GAIS Gislaved Halmstad Troja Oskarshamn Malmö Norrby Nybro Skillingaryd Sågdalen Tyringe Öster |
| Kiruna AIF                 | Kiruna                     | Tunadals IF                | Sundsvall                  | Boden Clemensnäs Glommersträsk IFK Kiruna Kiruna AIF Luleå Kalix Kågedalen Piteå Rönnskär Skellefteå Öjeby Frösö Heffners/Ortviken Nyland Järved Sandåkern Sollefteå Tunadal Örnsköldsvik Östersund Alfta Bollnäs Godtemplarna Gävle Godtemplare Hedemora Hofors Häradsbygden Tunabro Ljusne Söderhamn Tierp Vansbro Almtuna Österåker Norrtälje Roma Väsby Hammarby, Hanviken, Huddinge, IFK Stockholm, Lidingö, Mälarhöjden, Nacka, Sundbyberg og Traneberg Avesta Remo Enköping Fagersta Arboga Westmann. Ludvika Morgårdsh. Skultuna Surahamm. Västerås Deje Forshaga Grums Karlskoga Bofors Munkfors Trollhättan Viking Kil Mariestad Skövde Sunne Uddeholm Kenty Flen Dalen Vätterstad Husqvarna IFK/IKS Mariefred Terra Norraham. Nyköping Tranås Örebro GAIS Gislaved Halmstad Troja Oskarshamn Malmö Norrby Nybro Skillingaryd Sågdalen Tyringe Öster |
| Kågedalens AIF             | Kåge                       | Örnsköldsviks SK           | Örnsköldsvik               | Boden Clemensnäs Glommersträsk IFK Kiruna Kiruna AIF Luleå Kalix Kågedalen Piteå Rönnskär Skellefteå Öjeby Frösö Heffners/Ortviken Nyland Järved Sandåkern Sollefteå Tunadal Örnsköldsvik Östersund Alfta Bollnäs Godtemplarna Gävle Godtemplare Hedemora Hofors Häradsbygden Tunabro Ljusne Söderhamn Tierp Vansbro Almtuna Österåker Norrtälje Roma Väsby Hammarby, Hanviken, Huddinge, IFK Stockholm, Lidingö, Mälarhöjden, Nacka, Sundbyberg og Traneberg Avesta Remo Enköping Fagersta Arboga Westmann. Ludvika Morgårdsh. Skultuna Surahamm. Västerås Deje Forshaga Grums Karlskoga Bofors Munkfors Trollhättan Viking Kil Mariestad Skövde Sunne Uddeholm Kenty Flen Dalen Vätterstad Husqvarna IFK/IKS Mariefred Terra Norraham. Nyköping Tranås Örebro GAIS Gislaved Halmstad Troja Oskarshamn Malmö Norrby Nybro Skillingaryd Sågdalen Tyringe Öster |
| Piteå IF                   | Piteå                      | Östersunds IK              | Östersund                  | Boden Clemensnäs Glommersträsk IFK Kiruna Kiruna AIF Luleå Kalix Kågedalen Piteå Rönnskär Skellefteå Öjeby Frösö Heffners/Ortviken Nyland Järved Sandåkern Sollefteå Tunadal Örnsköldsvik Östersund Alfta Bollnäs Godtemplarna Gävle Godtemplare Hedemora Hofors Häradsbygden Tunabro Ljusne Söderhamn Tierp Vansbro Almtuna Österåker Norrtälje Roma Väsby Hammarby, Hanviken, Huddinge, IFK Stockholm, Lidingö, Mälarhöjden, Nacka, Sundbyberg og Traneberg Avesta Remo Enköping Fagersta Arboga Westmann. Ludvika Morgårdsh. Skultuna Surahamm. Västerås Deje Forshaga Grums Karlskoga Bofors Munkfors Trollhättan Viking Kil Mariestad Skövde Sunne Uddeholm Kenty Flen Dalen Vätterstad Husqvarna IFK/IKS Mariefred Terra Norraham. Nyköping Tranås Örebro GAIS Gislaved Halmstad Troja Oskarshamn Malmö Norrby Nybro Skillingaryd Sågdalen Tyringe Öster |
| Rönnskärs IF               | Skelleftehamn              |                            |                            | Boden Clemensnäs Glommersträsk IFK Kiruna Kiruna AIF Luleå Kalix Kågedalen Piteå Rönnskär Skellefteå Öjeby Frösö Heffners/Ortviken Nyland Järved Sandåkern Sollefteå Tunadal Örnsköldsvik Östersund Alfta Bollnäs Godtemplarna Gävle Godtemplare Hedemora Hofors Häradsbygden Tunabro Ljusne Söderhamn Tierp Vansbro Almtuna Österåker Norrtälje Roma Väsby Hammarby, Hanviken, Huddinge, IFK Stockholm, Lidingö, Mälarhöjden, Nacka, Sundbyberg og Traneberg Avesta Remo Enköping Fagersta Arboga Westmann. Ludvika Morgårdsh. Skultuna Surahamm. Västerås Deje Forshaga Grums Karlskoga Bofors Munkfors Trollhättan Viking Kil Mariestad Skövde Sunne Uddeholm Kenty Flen Dalen Vätterstad Husqvarna IFK/IKS Mariefred Terra Norraham. Nyköping Tranås Örebro GAIS Gislaved Halmstad Troja Oskarshamn Malmö Norrby Nybro Skillingaryd Sågdalen Tyringe Öster |
| Skellefteå AIK             | Skellefteå                 |                            |                            | Boden Clemensnäs Glommersträsk IFK Kiruna Kiruna AIF Luleå Kalix Kågedalen Piteå Rönnskär Skellefteå Öjeby Frösö Heffners/Ortviken Nyland Järved Sandåkern Sollefteå Tunadal Örnsköldsvik Östersund Alfta Bollnäs Godtemplarna Gävle Godtemplare Hedemora Hofors Häradsbygden Tunabro Ljusne Söderhamn Tierp Vansbro Almtuna Österåker Norrtälje Roma Väsby Hammarby, Hanviken, Huddinge, IFK Stockholm, Lidingö, Mälarhöjden, Nacka, Sundbyberg og Traneberg Avesta Remo Enköping Fagersta Arboga Westmann. Ludvika Morgårdsh. Skultuna Surahamm. Västerås Deje Forshaga Grums Karlskoga Bofors Munkfors Trollhättan Viking Kil Mariestad Skövde Sunne Uddeholm Kenty Flen Dalen Vätterstad Husqvarna IFK/IKS Mariefred Terra Norraham. Nyköping Tranås Örebro GAIS Gislaved Halmstad Troja Oskarshamn Malmö Norrby Nybro Skillingaryd Sågdalen Tyringe Öster |
| Öjeby IF                   | Öjebyn                     |                            |                            | Boden Clemensnäs Glommersträsk IFK Kiruna Kiruna AIF Luleå Kalix Kågedalen Piteå Rönnskär Skellefteå Öjeby Frösö Heffners/Ortviken Nyland Järved Sandåkern Sollefteå Tunadal Örnsköldsvik Östersund Alfta Bollnäs Godtemplarna Gävle Godtemplare Hedemora Hofors Häradsbygden Tunabro Ljusne Söderhamn Tierp Vansbro Almtuna Österåker Norrtälje Roma Väsby Hammarby, Hanviken, Huddinge, IFK Stockholm, Lidingö, Mälarhöjden, Nacka, Sundbyberg og Traneberg Avesta Remo Enköping Fagersta Arboga Westmann. Ludvika Morgårdsh. Skultuna Surahamm. Västerås Deje Forshaga Grums Karlskoga Bofors Munkfors Trollhättan Viking Kil Mariestad Skövde Sunne Uddeholm Kenty Flen Dalen Vätterstad Husqvarna IFK/IKS Mariefred Terra Norraham. Nyköping Tranås Örebro GAIS Gislaved Halmstad Troja Oskarshamn Malmö Norrby Nybro Skillingaryd Sågdalen Tyringe Öster |
| Øst                        |                            |                            |                            | Boden Clemensnäs Glommersträsk IFK Kiruna Kiruna AIF Luleå Kalix Kågedalen Piteå Rönnskär Skellefteå Öjeby Frösö Heffners/Ortviken Nyland Järved Sandåkern Sollefteå Tunadal Örnsköldsvik Östersund Alfta Bollnäs Godtemplarna Gävle Godtemplare Hedemora Hofors Häradsbygden Tunabro Ljusne Söderhamn Tierp Vansbro Almtuna Österåker Norrtälje Roma Väsby Hammarby, Hanviken, Huddinge, IFK Stockholm, Lidingö, Mälarhöjden, Nacka, Sundbyberg og Traneberg Avesta Remo Enköping Fagersta Arboga Westmann. Ludvika Morgårdsh. Skultuna Surahamm. Västerås Deje Forshaga Grums Karlskoga Bofors Munkfors Trollhättan Viking Kil Mariestad Skövde Sunne Uddeholm Kenty Flen Dalen Vätterstad Husqvarna IFK/IKS Mariefred Terra Norraham. Nyköping Tranås Örebro GAIS Gislaved Halmstad Troja Oskarshamn Malmö Norrby Nybro Skillingaryd Sågdalen Tyringe Öster |
| Division II Øst A          | Division II Øst A          | Division II Øst B          | Division II Øst B          | Boden Clemensnäs Glommersträsk IFK Kiruna Kiruna AIF Luleå Kalix Kågedalen Piteå Rönnskär Skellefteå Öjeby Frösö Heffners/Ortviken Nyland Järved Sandåkern Sollefteå Tunadal Örnsköldsvik Östersund Alfta Bollnäs Godtemplarna Gävle Godtemplare Hedemora Hofors Häradsbygden Tunabro Ljusne Söderhamn Tierp Vansbro Almtuna Österåker Norrtälje Roma Väsby Hammarby, Hanviken, Huddinge, IFK Stockholm, Lidingö, Mälarhöjden, Nacka, Sundbyberg og Traneberg Avesta Remo Enköping Fagersta Arboga Westmann. Ludvika Morgårdsh. Skultuna Surahamm. Västerås Deje Forshaga Grums Karlskoga Bofors Munkfors Trollhättan Viking Kil Mariestad Skövde Sunne Uddeholm Kenty Flen Dalen Vätterstad Husqvarna IFK/IKS Mariefred Terra Norraham. Nyköping Tranås Örebro GAIS Gislaved Halmstad Troja Oskarshamn Malmö Norrby Nybro Skillingaryd Sågdalen Tyringe Öster |
| Alfta GIF                  | Alfta                      | Almtuna IS                 | Uppsala                    | Boden Clemensnäs Glommersträsk IFK Kiruna Kiruna AIF Luleå Kalix Kågedalen Piteå Rönnskär Skellefteå Öjeby Frösö Heffners/Ortviken Nyland Järved Sandåkern Sollefteå Tunadal Örnsköldsvik Östersund Alfta Bollnäs Godtemplarna Gävle Godtemplare Hedemora Hofors Häradsbygden Tunabro Ljusne Söderhamn Tierp Vansbro Almtuna Österåker Norrtälje Roma Väsby Hammarby, Hanviken, Huddinge, IFK Stockholm, Lidingö, Mälarhöjden, Nacka, Sundbyberg og Traneberg Avesta Remo Enköping Fagersta Arboga Westmann. Ludvika Morgårdsh. Skultuna Surahamm. Västerås Deje Forshaga Grums Karlskoga Bofors Munkfors Trollhättan Viking Kil Mariestad Skövde Sunne Uddeholm Kenty Flen Dalen Vätterstad Husqvarna IFK/IKS Mariefred Terra Norraham. Nyköping Tranås Örebro GAIS Gislaved Halmstad Troja Oskarshamn Malmö Norrby Nybro Skillingaryd Sågdalen Tyringe Öster |
| Bollnäs IS                 | Bollnäs                    | Hammarby IF                | Stockholm                  | Boden Clemensnäs Glommersträsk IFK Kiruna Kiruna AIF Luleå Kalix Kågedalen Piteå Rönnskär Skellefteå Öjeby Frösö Heffners/Ortviken Nyland Järved Sandåkern Sollefteå Tunadal Örnsköldsvik Östersund Alfta Bollnäs Godtemplarna Gävle Godtemplare Hedemora Hofors Häradsbygden Tunabro Ljusne Söderhamn Tierp Vansbro Almtuna Österåker Norrtälje Roma Väsby Hammarby, Hanviken, Huddinge, IFK Stockholm, Lidingö, Mälarhöjden, Nacka, Sundbyberg og Traneberg Avesta Remo Enköping Fagersta Arboga Westmann. Ludvika Morgårdsh. Skultuna Surahamm. Västerås Deje Forshaga Grums Karlskoga Bofors Munkfors Trollhättan Viking Kil Mariestad Skövde Sunne Uddeholm Kenty Flen Dalen Vätterstad Husqvarna IFK/IKS Mariefred Terra Norraham. Nyköping Tranås Örebro GAIS Gislaved Halmstad Troja Oskarshamn Malmö Norrby Nybro Skillingaryd Sågdalen Tyringe Öster |
| Godtemplarnas IF           | Falun                      | Hanvikens SK               | Tyresö                     | Boden Clemensnäs Glommersträsk IFK Kiruna Kiruna AIF Luleå Kalix Kågedalen Piteå Rönnskär Skellefteå Öjeby Frösö Heffners/Ortviken Nyland Järved Sandåkern Sollefteå Tunadal Örnsköldsvik Östersund Alfta Bollnäs Godtemplarna Gävle Godtemplare Hedemora Hofors Häradsbygden Tunabro Ljusne Söderhamn Tierp Vansbro Almtuna Österåker Norrtälje Roma Väsby Hammarby, Hanviken, Huddinge, IFK Stockholm, Lidingö, Mälarhöjden, Nacka, Sundbyberg og Traneberg Avesta Remo Enköping Fagersta Arboga Westmann. Ludvika Morgårdsh. Skultuna Surahamm. Västerås Deje Forshaga Grums Karlskoga Bofors Munkfors Trollhättan Viking Kil Mariestad Skövde Sunne Uddeholm Kenty Flen Dalen Vätterstad Husqvarna IFK/IKS Mariefred Terra Norraham. Nyköping Tranås Örebro GAIS Gislaved Halmstad Troja Oskarshamn Malmö Norrby Nybro Skillingaryd Sågdalen Tyringe Öster |
| Gävle Godtemplares IK      | Gävle                      | Huddinge IK                | Stockholm                  | Boden Clemensnäs Glommersträsk IFK Kiruna Kiruna AIF Luleå Kalix Kågedalen Piteå Rönnskär Skellefteå Öjeby Frösö Heffners/Ortviken Nyland Järved Sandåkern Sollefteå Tunadal Örnsköldsvik Östersund Alfta Bollnäs Godtemplarna Gävle Godtemplare Hedemora Hofors Häradsbygden Tunabro Ljusne Söderhamn Tierp Vansbro Almtuna Österåker Norrtälje Roma Väsby Hammarby, Hanviken, Huddinge, IFK Stockholm, Lidingö, Mälarhöjden, Nacka, Sundbyberg og Traneberg Avesta Remo Enköping Fagersta Arboga Westmann. Ludvika Morgårdsh. Skultuna Surahamm. Västerås Deje Forshaga Grums Karlskoga Bofors Munkfors Trollhättan Viking Kil Mariestad Skövde Sunne Uddeholm Kenty Flen Dalen Vätterstad Husqvarna IFK/IKS Mariefred Terra Norraham. Nyköping Tranås Örebro GAIS Gislaved Halmstad Troja Oskarshamn Malmö Norrby Nybro Skillingaryd Sågdalen Tyringe Öster |
| Hedemora SK                | Hedemora                   | IFK Lidingö                | Stockholm                  | Boden Clemensnäs Glommersträsk IFK Kiruna Kiruna AIF Luleå Kalix Kågedalen Piteå Rönnskär Skellefteå Öjeby Frösö Heffners/Ortviken Nyland Järved Sandåkern Sollefteå Tunadal Örnsköldsvik Östersund Alfta Bollnäs Godtemplarna Gävle Godtemplare Hedemora Hofors Häradsbygden Tunabro Ljusne Söderhamn Tierp Vansbro Almtuna Österåker Norrtälje Roma Väsby Hammarby, Hanviken, Huddinge, IFK Stockholm, Lidingö, Mälarhöjden, Nacka, Sundbyberg og Traneberg Avesta Remo Enköping Fagersta Arboga Westmann. Ludvika Morgårdsh. Skultuna Surahamm. Västerås Deje Forshaga Grums Karlskoga Bofors Munkfors Trollhättan Viking Kil Mariestad Skövde Sunne Uddeholm Kenty Flen Dalen Vätterstad Husqvarna IFK/IKS Mariefred Terra Norraham. Nyköping Tranås Örebro GAIS Gislaved Halmstad Troja Oskarshamn Malmö Norrby Nybro Skillingaryd Sågdalen Tyringe Öster |
| Hofors IK                  | Hofors                     | IFK Stockholm              | Stockholm                  | Boden Clemensnäs Glommersträsk IFK Kiruna Kiruna AIF Luleå Kalix Kågedalen Piteå Rönnskär Skellefteå Öjeby Frösö Heffners/Ortviken Nyland Järved Sandåkern Sollefteå Tunadal Örnsköldsvik Östersund Alfta Bollnäs Godtemplarna Gävle Godtemplare Hedemora Hofors Häradsbygden Tunabro Ljusne Söderhamn Tierp Vansbro Almtuna Österåker Norrtälje Roma Väsby Hammarby, Hanviken, Huddinge, IFK Stockholm, Lidingö, Mälarhöjden, Nacka, Sundbyberg og Traneberg Avesta Remo Enköping Fagersta Arboga Westmann. Ludvika Morgårdsh. Skultuna Surahamm. Västerås Deje Forshaga Grums Karlskoga Bofors Munkfors Trollhättan Viking Kil Mariestad Skövde Sunne Uddeholm Kenty Flen Dalen Vätterstad Husqvarna IFK/IKS Mariefred Terra Norraham. Nyköping Tranås Örebro GAIS Gislaved Halmstad Troja Oskarshamn Malmö Norrby Nybro Skillingaryd Sågdalen Tyringe Öster |
| Häradsbygdens SS           | Leksand                    | IFK Österåker              | Åkersberga                 | Boden Clemensnäs Glommersträsk IFK Kiruna Kiruna AIF Luleå Kalix Kågedalen Piteå Rönnskär Skellefteå Öjeby Frösö Heffners/Ortviken Nyland Järved Sandåkern Sollefteå Tunadal Örnsköldsvik Östersund Alfta Bollnäs Godtemplarna Gävle Godtemplare Hedemora Hofors Häradsbygden Tunabro Ljusne Söderhamn Tierp Vansbro Almtuna Österåker Norrtälje Roma Väsby Hammarby, Hanviken, Huddinge, IFK Stockholm, Lidingö, Mälarhöjden, Nacka, Sundbyberg og Traneberg Avesta Remo Enköping Fagersta Arboga Westmann. Ludvika Morgårdsh. Skultuna Surahamm. Västerås Deje Forshaga Grums Karlskoga Bofors Munkfors Trollhättan Viking Kil Mariestad Skövde Sunne Uddeholm Kenty Flen Dalen Vätterstad Husqvarna IFK/IKS Mariefred Terra Norraham. Nyköping Tranås Örebro GAIS Gislaved Halmstad Troja Oskarshamn Malmö Norrby Nybro Skillingaryd Sågdalen Tyringe Öster |
| IF Tunabro                 | Borlänge                   | Mälarhöjdens IK            | Stockholm                  | Boden Clemensnäs Glommersträsk IFK Kiruna Kiruna AIF Luleå Kalix Kågedalen Piteå Rönnskär Skellefteå Öjeby Frösö Heffners/Ortviken Nyland Järved Sandåkern Sollefteå Tunadal Örnsköldsvik Östersund Alfta Bollnäs Godtemplarna Gävle Godtemplare Hedemora Hofors Häradsbygden Tunabro Ljusne Söderhamn Tierp Vansbro Almtuna Österåker Norrtälje Roma Väsby Hammarby, Hanviken, Huddinge, IFK Stockholm, Lidingö, Mälarhöjden, Nacka, Sundbyberg og Traneberg Avesta Remo Enköping Fagersta Arboga Westmann. Ludvika Morgårdsh. Skultuna Surahamm. Västerås Deje Forshaga Grums Karlskoga Bofors Munkfors Trollhättan Viking Kil Mariestad Skövde Sunne Uddeholm Kenty Flen Dalen Vätterstad Husqvarna IFK/IKS Mariefred Terra Norraham. Nyköping Tranås Örebro GAIS Gislaved Halmstad Troja Oskarshamn Malmö Norrby Nybro Skillingaryd Sågdalen Tyringe Öster |
| Ljusne AIK                 | Ljusne                     | Nacka SK                   | Stockholm                  | Boden Clemensnäs Glommersträsk IFK Kiruna Kiruna AIF Luleå Kalix Kågedalen Piteå Rönnskär Skellefteå Öjeby Frösö Heffners/Ortviken Nyland Järved Sandåkern Sollefteå Tunadal Örnsköldsvik Östersund Alfta Bollnäs Godtemplarna Gävle Godtemplare Hedemora Hofors Häradsbygden Tunabro Ljusne Söderhamn Tierp Vansbro Almtuna Österåker Norrtälje Roma Väsby Hammarby, Hanviken, Huddinge, IFK Stockholm, Lidingö, Mälarhöjden, Nacka, Sundbyberg og Traneberg Avesta Remo Enköping Fagersta Arboga Westmann. Ludvika Morgårdsh. Skultuna Surahamm. Västerås Deje Forshaga Grums Karlskoga Bofors Munkfors Trollhättan Viking Kil Mariestad Skövde Sunne Uddeholm Kenty Flen Dalen Vätterstad Husqvarna IFK/IKS Mariefred Terra Norraham. Nyköping Tranås Örebro GAIS Gislaved Halmstad Troja Oskarshamn Malmö Norrby Nybro Skillingaryd Sågdalen Tyringe Öster |
| Söderhamns IK              | Söderhamn                  | Norrtälje IK               | Norrtälje                  | Boden Clemensnäs Glommersträsk IFK Kiruna Kiruna AIF Luleå Kalix Kågedalen Piteå Rönnskär Skellefteå Öjeby Frösö Heffners/Ortviken Nyland Järved Sandåkern Sollefteå Tunadal Örnsköldsvik Östersund Alfta Bollnäs Godtemplarna Gävle Godtemplare Hedemora Hofors Häradsbygden Tunabro Ljusne Söderhamn Tierp Vansbro Almtuna Österåker Norrtälje Roma Väsby Hammarby, Hanviken, Huddinge, IFK Stockholm, Lidingö, Mälarhöjden, Nacka, Sundbyberg og Traneberg Avesta Remo Enköping Fagersta Arboga Westmann. Ludvika Morgårdsh. Skultuna Surahamm. Västerås Deje Forshaga Grums Karlskoga Bofors Munkfors Trollhättan Viking Kil Mariestad Skövde Sunne Uddeholm Kenty Flen Dalen Vätterstad Husqvarna IFK/IKS Mariefred Terra Norraham. Nyköping Tranås Örebro GAIS Gislaved Halmstad Troja Oskarshamn Malmö Norrby Nybro Skillingaryd Sågdalen Tyringe Öster |
| Tierps IF                  | Tierp                      | Roma IF                    | Roma                       | Boden Clemensnäs Glommersträsk IFK Kiruna Kiruna AIF Luleå Kalix Kågedalen Piteå Rönnskär Skellefteå Öjeby Frösö Heffners/Ortviken Nyland Järved Sandåkern Sollefteå Tunadal Örnsköldsvik Östersund Alfta Bollnäs Godtemplarna Gävle Godtemplare Hedemora Hofors Häradsbygden Tunabro Ljusne Söderhamn Tierp Vansbro Almtuna Österåker Norrtälje Roma Väsby Hammarby, Hanviken, Huddinge, IFK Stockholm, Lidingö, Mälarhöjden, Nacka, Sundbyberg og Traneberg Avesta Remo Enköping Fagersta Arboga Westmann. Ludvika Morgårdsh. Skultuna Surahamm. Västerås Deje Forshaga Grums Karlskoga Bofors Munkfors Trollhättan Viking Kil Mariestad Skövde Sunne Uddeholm Kenty Flen Dalen Vätterstad Husqvarna IFK/IKS Mariefred Terra Norraham. Nyköping Tranås Örebro GAIS Gislaved Halmstad Troja Oskarshamn Malmö Norrby Nybro Skillingaryd Sågdalen Tyringe Öster |
| Vansbro AIK                | Vansbro                    | Sundbybergs IK             | Stockholm                  | Boden Clemensnäs Glommersträsk IFK Kiruna Kiruna AIF Luleå Kalix Kågedalen Piteå Rönnskär Skellefteå Öjeby Frösö Heffners/Ortviken Nyland Järved Sandåkern Sollefteå Tunadal Örnsköldsvik Östersund Alfta Bollnäs Godtemplarna Gävle Godtemplare Hedemora Hofors Häradsbygden Tunabro Ljusne Söderhamn Tierp Vansbro Almtuna Österåker Norrtälje Roma Väsby Hammarby, Hanviken, Huddinge, IFK Stockholm, Lidingö, Mälarhöjden, Nacka, Sundbyberg og Traneberg Avesta Remo Enköping Fagersta Arboga Westmann. Ludvika Morgårdsh. Skultuna Surahamm. Västerås Deje Forshaga Grums Karlskoga Bofors Munkfors Trollhättan Viking Kil Mariestad Skövde Sunne Uddeholm Kenty Flen Dalen Vätterstad Husqvarna IFK/IKS Mariefred Terra Norraham. Nyköping Tranås Örebro GAIS Gislaved Halmstad Troja Oskarshamn Malmö Norrby Nybro Skillingaryd Sågdalen Tyringe Öster |
|                            |                            | Tranebergs IF              | Stockholm                  | Boden Clemensnäs Glommersträsk IFK Kiruna Kiruna AIF Luleå Kalix Kågedalen Piteå Rönnskär Skellefteå Öjeby Frösö Heffners/Ortviken Nyland Järved Sandåkern Sollefteå Tunadal Örnsköldsvik Östersund Alfta Bollnäs Godtemplarna Gävle Godtemplare Hedemora Hofors Häradsbygden Tunabro Ljusne Söderhamn Tierp Vansbro Almtuna Österåker Norrtälje Roma Väsby Hammarby, Hanviken, Huddinge, IFK Stockholm, Lidingö, Mälarhöjden, Nacka, Sundbyberg og Traneberg Avesta Remo Enköping Fagersta Arboga Westmann. Ludvika Morgårdsh. Skultuna Surahamm. Västerås Deje Forshaga Grums Karlskoga Bofors Munkfors Trollhättan Viking Kil Mariestad Skövde Sunne Uddeholm Kenty Flen Dalen Vätterstad Husqvarna IFK/IKS Mariefred Terra Norraham. Nyköping Tranås Örebro GAIS Gislaved Halmstad Troja Oskarshamn Malmö Norrby Nybro Skillingaryd Sågdalen Tyringe Öster |
| Väsby IK                   | Upplands Väsby             |                            |                            | Boden Clemensnäs Glommersträsk IFK Kiruna Kiruna AIF Luleå Kalix Kågedalen Piteå Rönnskär Skellefteå Öjeby Frösö Heffners/Ortviken Nyland Järved Sandåkern Sollefteå Tunadal Örnsköldsvik Östersund Alfta Bollnäs Godtemplarna Gävle Godtemplare Hedemora Hofors Häradsbygden Tunabro Ljusne Söderhamn Tierp Vansbro Almtuna Österåker Norrtälje Roma Väsby Hammarby, Hanviken, Huddinge, IFK Stockholm, Lidingö, Mälarhöjden, Nacka, Sundbyberg og Traneberg Avesta Remo Enköping Fagersta Arboga Westmann. Ludvika Morgårdsh. Skultuna Surahamm. Västerås Deje Forshaga Grums Karlskoga Bofors Munkfors Trollhättan Viking Kil Mariestad Skövde Sunne Uddeholm Kenty Flen Dalen Vätterstad Husqvarna IFK/IKS Mariefred Terra Norraham. Nyköping Tranås Örebro GAIS Gislaved Halmstad Troja Oskarshamn Malmö Norrby Nybro Skillingaryd Sågdalen Tyringe Öster |
| Vest                       |                            |                            |                            | Boden Clemensnäs Glommersträsk IFK Kiruna Kiruna AIF Luleå Kalix Kågedalen Piteå Rönnskär Skellefteå Öjeby Frösö Heffners/Ortviken Nyland Järved Sandåkern Sollefteå Tunadal Örnsköldsvik Östersund Alfta Bollnäs Godtemplarna Gävle Godtemplare Hedemora Hofors Häradsbygden Tunabro Ljusne Söderhamn Tierp Vansbro Almtuna Österåker Norrtälje Roma Väsby Hammarby, Hanviken, Huddinge, IFK Stockholm, Lidingö, Mälarhöjden, Nacka, Sundbyberg og Traneberg Avesta Remo Enköping Fagersta Arboga Westmann. Ludvika Morgårdsh. Skultuna Surahamm. Västerås Deje Forshaga Grums Karlskoga Bofors Munkfors Trollhättan Viking Kil Mariestad Skövde Sunne Uddeholm Kenty Flen Dalen Vätterstad Husqvarna IFK/IKS Mariefred Terra Norraham. Nyköping Tranås Örebro GAIS Gislaved Halmstad Troja Oskarshamn Malmö Norrby Nybro Skillingaryd Sågdalen Tyringe Öster |
| Division II Vest A         | Division II Vest A         | Division II Vest B         | Division II Vest B         | Boden Clemensnäs Glommersträsk IFK Kiruna Kiruna AIF Luleå Kalix Kågedalen Piteå Rönnskär Skellefteå Öjeby Frösö Heffners/Ortviken Nyland Järved Sandåkern Sollefteå Tunadal Örnsköldsvik Östersund Alfta Bollnäs Godtemplarna Gävle Godtemplare Hedemora Hofors Häradsbygden Tunabro Ljusne Söderhamn Tierp Vansbro Almtuna Österåker Norrtälje Roma Väsby Hammarby, Hanviken, Huddinge, IFK Stockholm, Lidingö, Mälarhöjden, Nacka, Sundbyberg og Traneberg Avesta Remo Enköping Fagersta Arboga Westmann. Ludvika Morgårdsh. Skultuna Surahamm. Västerås Deje Forshaga Grums Karlskoga Bofors Munkfors Trollhättan Viking Kil Mariestad Skövde Sunne Uddeholm Kenty Flen Dalen Vätterstad Husqvarna IFK/IKS Mariefred Terra Norraham. Nyköping Tranås Örebro GAIS Gislaved Halmstad Troja Oskarshamn Malmö Norrby Nybro Skillingaryd Sågdalen Tyringe Öster |
| Avesta BK                  | Avesta                     | Deje IK                    | Deje                       | Boden Clemensnäs Glommersträsk IFK Kiruna Kiruna AIF Luleå Kalix Kågedalen Piteå Rönnskär Skellefteå Öjeby Frösö Heffners/Ortviken Nyland Järved Sandåkern Sollefteå Tunadal Örnsköldsvik Östersund Alfta Bollnäs Godtemplarna Gävle Godtemplare Hedemora Hofors Häradsbygden Tunabro Ljusne Söderhamn Tierp Vansbro Almtuna Österåker Norrtälje Roma Väsby Hammarby, Hanviken, Huddinge, IFK Stockholm, Lidingö, Mälarhöjden, Nacka, Sundbyberg og Traneberg Avesta Remo Enköping Fagersta Arboga Westmann. Ludvika Morgårdsh. Skultuna Surahamm. Västerås Deje Forshaga Grums Karlskoga Bofors Munkfors Trollhättan Viking Kil Mariestad Skövde Sunne Uddeholm Kenty Flen Dalen Vätterstad Husqvarna IFK/IKS Mariefred Terra Norraham. Nyköping Tranås Örebro GAIS Gislaved Halmstad Troja Oskarshamn Malmö Norrby Nybro Skillingaryd Sågdalen Tyringe Öster |
| BK Remo                    | Södertälje                 | Forshaga IF                | Forshaga                   | Boden Clemensnäs Glommersträsk IFK Kiruna Kiruna AIF Luleå Kalix Kågedalen Piteå Rönnskär Skellefteå Öjeby Frösö Heffners/Ortviken Nyland Järved Sandåkern Sollefteå Tunadal Örnsköldsvik Östersund Alfta Bollnäs Godtemplarna Gävle Godtemplare Hedemora Hofors Häradsbygden Tunabro Ljusne Söderhamn Tierp Vansbro Almtuna Österåker Norrtälje Roma Väsby Hammarby, Hanviken, Huddinge, IFK Stockholm, Lidingö, Mälarhöjden, Nacka, Sundbyberg og Traneberg Avesta Remo Enköping Fagersta Arboga Westmann. Ludvika Morgårdsh. Skultuna Surahamm. Västerås Deje Forshaga Grums Karlskoga Bofors Munkfors Trollhättan Viking Kil Mariestad Skövde Sunne Uddeholm Kenty Flen Dalen Vätterstad Husqvarna IFK/IKS Mariefred Terra Norraham. Nyköping Tranås Örebro GAIS Gislaved Halmstad Troja Oskarshamn Malmö Norrby Nybro Skillingaryd Sågdalen Tyringe Öster |
| Enköpings SK               | Enköping                   | Grums IK                   | Grums                      | Boden Clemensnäs Glommersträsk IFK Kiruna Kiruna AIF Luleå Kalix Kågedalen Piteå Rönnskär Skellefteå Öjeby Frösö Heffners/Ortviken Nyland Järved Sandåkern Sollefteå Tunadal Örnsköldsvik Östersund Alfta Bollnäs Godtemplarna Gävle Godtemplare Hedemora Hofors Häradsbygden Tunabro Ljusne Söderhamn Tierp Vansbro Almtuna Österåker Norrtälje Roma Väsby Hammarby, Hanviken, Huddinge, IFK Stockholm, Lidingö, Mälarhöjden, Nacka, Sundbyberg og Traneberg Avesta Remo Enköping Fagersta Arboga Westmann. Ludvika Morgårdsh. Skultuna Surahamm. Västerås Deje Forshaga Grums Karlskoga Bofors Munkfors Trollhättan Viking Kil Mariestad Skövde Sunne Uddeholm Kenty Flen Dalen Vätterstad Husqvarna IFK/IKS Mariefred Terra Norraham. Nyköping Tranås Örebro GAIS Gislaved Halmstad Troja Oskarshamn Malmö Norrby Nybro Skillingaryd Sågdalen Tyringe Öster |
| Fagersta AIK               | Fagersta                   | IF Karlskoga/Bofors        | Karlskoga                  | Boden Clemensnäs Glommersträsk IFK Kiruna Kiruna AIF Luleå Kalix Kågedalen Piteå Rönnskär Skellefteå Öjeby Frösö Heffners/Ortviken Nyland Järved Sandåkern Sollefteå Tunadal Örnsköldsvik Östersund Alfta Bollnäs Godtemplarna Gävle Godtemplare Hedemora Hofors Häradsbygden Tunabro Ljusne Söderhamn Tierp Vansbro Almtuna Österåker Norrtälje Roma Väsby Hammarby, Hanviken, Huddinge, IFK Stockholm, Lidingö, Mälarhöjden, Nacka, Sundbyberg og Traneberg Avesta Remo Enköping Fagersta Arboga Westmann. Ludvika Morgårdsh. Skultuna Surahamm. Västerås Deje Forshaga Grums Karlskoga Bofors Munkfors Trollhättan Viking Kil Mariestad Skövde Sunne Uddeholm Kenty Flen Dalen Vätterstad Husqvarna IFK/IKS Mariefred Terra Norraham. Nyköping Tranås Örebro GAIS Gislaved Halmstad Troja Oskarshamn Malmö Norrby Nybro Skillingaryd Sågdalen Tyringe Öster |
| IFK Arboga                 | Arboga                     | IFK Munkfors               | Munkfors                   | Boden Clemensnäs Glommersträsk IFK Kiruna Kiruna AIF Luleå Kalix Kågedalen Piteå Rönnskär Skellefteå Öjeby Frösö Heffners/Ortviken Nyland Järved Sandåkern Sollefteå Tunadal Örnsköldsvik Östersund Alfta Bollnäs Godtemplarna Gävle Godtemplare Hedemora Hofors Häradsbygden Tunabro Ljusne Söderhamn Tierp Vansbro Almtuna Österåker Norrtälje Roma Väsby Hammarby, Hanviken, Huddinge, IFK Stockholm, Lidingö, Mälarhöjden, Nacka, Sundbyberg og Traneberg Avesta Remo Enköping Fagersta Arboga Westmann. Ludvika Morgårdsh. Skultuna Surahamm. Västerås Deje Forshaga Grums Karlskoga Bofors Munkfors Trollhättan Viking Kil Mariestad Skövde Sunne Uddeholm Kenty Flen Dalen Vätterstad Husqvarna IFK/IKS Mariefred Terra Norraham. Nyköping Tranås Örebro GAIS Gislaved Halmstad Troja Oskarshamn Malmö Norrby Nybro Skillingaryd Sågdalen Tyringe Öster |
| IK Westmannia              | Köping                     | IFK Trollhättan            | Trollhättan                | Boden Clemensnäs Glommersträsk IFK Kiruna Kiruna AIF Luleå Kalix Kågedalen Piteå Rönnskär Skellefteå Öjeby Frösö Heffners/Ortviken Nyland Järved Sandåkern Sollefteå Tunadal Örnsköldsvik Östersund Alfta Bollnäs Godtemplarna Gävle Godtemplare Hedemora Hofors Häradsbygden Tunabro Ljusne Söderhamn Tierp Vansbro Almtuna Österåker Norrtälje Roma Väsby Hammarby, Hanviken, Huddinge, IFK Stockholm, Lidingö, Mälarhöjden, Nacka, Sundbyberg og Traneberg Avesta Remo Enköping Fagersta Arboga Westmann. Ludvika Morgårdsh. Skultuna Surahamm. Västerås Deje Forshaga Grums Karlskoga Bofors Munkfors Trollhättan Viking Kil Mariestad Skövde Sunne Uddeholm Kenty Flen Dalen Vätterstad Husqvarna IFK/IKS Mariefred Terra Norraham. Nyköping Tranås Örebro GAIS Gislaved Halmstad Troja Oskarshamn Malmö Norrby Nybro Skillingaryd Sågdalen Tyringe Öster |
| Ludvika FFI                | Ludvika                    | IK Viking                  | Hagfors                    | Boden Clemensnäs Glommersträsk IFK Kiruna Kiruna AIF Luleå Kalix Kågedalen Piteå Rönnskär Skellefteå Öjeby Frösö Heffners/Ortviken Nyland Järved Sandåkern Sollefteå Tunadal Örnsköldsvik Östersund Alfta Bollnäs Godtemplarna Gävle Godtemplare Hedemora Hofors Häradsbygden Tunabro Ljusne Söderhamn Tierp Vansbro Almtuna Österåker Norrtälje Roma Väsby Hammarby, Hanviken, Huddinge, IFK Stockholm, Lidingö, Mälarhöjden, Nacka, Sundbyberg og Traneberg Avesta Remo Enköping Fagersta Arboga Westmann. Ludvika Morgårdsh. Skultuna Surahamm. Västerås Deje Forshaga Grums Karlskoga Bofors Munkfors Trollhättan Viking Kil Mariestad Skövde Sunne Uddeholm Kenty Flen Dalen Vätterstad Husqvarna IFK/IKS Mariefred Terra Norraham. Nyköping Tranås Örebro GAIS Gislaved Halmstad Troja Oskarshamn Malmö Norrby Nybro Skillingaryd Sågdalen Tyringe Öster |
| Morgårdshammars IF         | Smedjebacken               | Kils AIK                   | Kil                        | Boden Clemensnäs Glommersträsk IFK Kiruna Kiruna AIF Luleå Kalix Kågedalen Piteå Rönnskär Skellefteå Öjeby Frösö Heffners/Ortviken Nyland Järved Sandåkern Sollefteå Tunadal Örnsköldsvik Östersund Alfta Bollnäs Godtemplarna Gävle Godtemplare Hedemora Hofors Häradsbygden Tunabro Ljusne Söderhamn Tierp Vansbro Almtuna Österåker Norrtälje Roma Väsby Hammarby, Hanviken, Huddinge, IFK Stockholm, Lidingö, Mälarhöjden, Nacka, Sundbyberg og Traneberg Avesta Remo Enköping Fagersta Arboga Westmann. Ludvika Morgårdsh. Skultuna Surahamm. Västerås Deje Forshaga Grums Karlskoga Bofors Munkfors Trollhättan Viking Kil Mariestad Skövde Sunne Uddeholm Kenty Flen Dalen Vätterstad Husqvarna IFK/IKS Mariefred Terra Norraham. Nyköping Tranås Örebro GAIS Gislaved Halmstad Troja Oskarshamn Malmö Norrby Nybro Skillingaryd Sågdalen Tyringe Öster |
| Skultuna IS                | Skultuna                   | Mariestads BoIS            | Mariestad                  | Boden Clemensnäs Glommersträsk IFK Kiruna Kiruna AIF Luleå Kalix Kågedalen Piteå Rönnskär Skellefteå Öjeby Frösö Heffners/Ortviken Nyland Järved Sandåkern Sollefteå Tunadal Örnsköldsvik Östersund Alfta Bollnäs Godtemplarna Gävle Godtemplare Hedemora Hofors Häradsbygden Tunabro Ljusne Söderhamn Tierp Vansbro Almtuna Österåker Norrtälje Roma Väsby Hammarby, Hanviken, Huddinge, IFK Stockholm, Lidingö, Mälarhöjden, Nacka, Sundbyberg og Traneberg Avesta Remo Enköping Fagersta Arboga Westmann. Ludvika Morgårdsh. Skultuna Surahamm. Västerås Deje Forshaga Grums Karlskoga Bofors Munkfors Trollhättan Viking Kil Mariestad Skövde Sunne Uddeholm Kenty Flen Dalen Vätterstad Husqvarna IFK/IKS Mariefred Terra Norraham. Nyköping Tranås Örebro GAIS Gislaved Halmstad Troja Oskarshamn Malmö Norrby Nybro Skillingaryd Sågdalen Tyringe Öster |
| Surahammars IF             | Surahammar                 | Skövde IK                  | Skövde                     | Boden Clemensnäs Glommersträsk IFK Kiruna Kiruna AIF Luleå Kalix Kågedalen Piteå Rönnskär Skellefteå Öjeby Frösö Heffners/Ortviken Nyland Järved Sandåkern Sollefteå Tunadal Örnsköldsvik Östersund Alfta Bollnäs Godtemplarna Gävle Godtemplare Hedemora Hofors Häradsbygden Tunabro Ljusne Söderhamn Tierp Vansbro Almtuna Österåker Norrtälje Roma Väsby Hammarby, Hanviken, Huddinge, IFK Stockholm, Lidingö, Mälarhöjden, Nacka, Sundbyberg og Traneberg Avesta Remo Enköping Fagersta Arboga Westmann. Ludvika Morgårdsh. Skultuna Surahamm. Västerås Deje Forshaga Grums Karlskoga Bofors Munkfors Trollhättan Viking Kil Mariestad Skövde Sunne Uddeholm Kenty Flen Dalen Vätterstad Husqvarna IFK/IKS Mariefred Terra Norraham. Nyköping Tranås Örebro GAIS Gislaved Halmstad Troja Oskarshamn Malmö Norrby Nybro Skillingaryd Sågdalen Tyringe Öster |
| Västerås SK                | Västerås                   | Sunne IK                   | Sunne                      | Boden Clemensnäs Glommersträsk IFK Kiruna Kiruna AIF Luleå Kalix Kågedalen Piteå Rönnskär Skellefteå Öjeby Frösö Heffners/Ortviken Nyland Järved Sandåkern Sollefteå Tunadal Örnsköldsvik Östersund Alfta Bollnäs Godtemplarna Gävle Godtemplare Hedemora Hofors Häradsbygden Tunabro Ljusne Söderhamn Tierp Vansbro Almtuna Österåker Norrtälje Roma Väsby Hammarby, Hanviken, Huddinge, IFK Stockholm, Lidingö, Mälarhöjden, Nacka, Sundbyberg og Traneberg Avesta Remo Enköping Fagersta Arboga Westmann. Ludvika Morgårdsh. Skultuna Surahamm. Västerås Deje Forshaga Grums Karlskoga Bofors Munkfors Trollhättan Viking Kil Mariestad Skövde Sunne Uddeholm Kenty Flen Dalen Vätterstad Husqvarna IFK/IKS Mariefred Terra Norraham. Nyköping Tranås Örebro GAIS Gislaved Halmstad Troja Oskarshamn Malmö Norrby Nybro Skillingaryd Sågdalen Tyringe Öster |
|                            |                            | Uddeholms IF               | Uddeholm                   | Boden Clemensnäs Glommersträsk IFK Kiruna Kiruna AIF Luleå Kalix Kågedalen Piteå Rönnskär Skellefteå Öjeby Frösö Heffners/Ortviken Nyland Järved Sandåkern Sollefteå Tunadal Örnsköldsvik Östersund Alfta Bollnäs Godtemplarna Gävle Godtemplare Hedemora Hofors Häradsbygden Tunabro Ljusne Söderhamn Tierp Vansbro Almtuna Österåker Norrtälje Roma Väsby Hammarby, Hanviken, Huddinge, IFK Stockholm, Lidingö, Mälarhöjden, Nacka, Sundbyberg og Traneberg Avesta Remo Enköping Fagersta Arboga Westmann. Ludvika Morgårdsh. Skultuna Surahamm. Västerås Deje Forshaga Grums Karlskoga Bofors Munkfors Trollhättan Viking Kil Mariestad Skövde Sunne Uddeholm Kenty Flen Dalen Vätterstad Husqvarna IFK/IKS Mariefred Terra Norraham. Nyköping Tranås Örebro GAIS Gislaved Halmstad Troja Oskarshamn Malmö Norrby Nybro Skillingaryd Sågdalen Tyringe Öster |
| Syd                        |                            |                            |                            | Boden Clemensnäs Glommersträsk IFK Kiruna Kiruna AIF Luleå Kalix Kågedalen Piteå Rönnskär Skellefteå Öjeby Frösö Heffners/Ortviken Nyland Järved Sandåkern Sollefteå Tunadal Örnsköldsvik Östersund Alfta Bollnäs Godtemplarna Gävle Godtemplare Hedemora Hofors Häradsbygden Tunabro Ljusne Söderhamn Tierp Vansbro Almtuna Österåker Norrtälje Roma Väsby Hammarby, Hanviken, Huddinge, IFK Stockholm, Lidingö, Mälarhöjden, Nacka, Sundbyberg og Traneberg Avesta Remo Enköping Fagersta Arboga Westmann. Ludvika Morgårdsh. Skultuna Surahamm. Västerås Deje Forshaga Grums Karlskoga Bofors Munkfors Trollhättan Viking Kil Mariestad Skövde Sunne Uddeholm Kenty Flen Dalen Vätterstad Husqvarna IFK/IKS Mariefred Terra Norraham. Nyköping Tranås Örebro GAIS Gislaved Halmstad Troja Oskarshamn Malmö Norrby Nybro Skillingaryd Sågdalen Tyringe Öster |
| Division II Syd A          | Division II Syd A          | Division II Syd B          | Division II Syd B          | Boden Clemensnäs Glommersträsk IFK Kiruna Kiruna AIF Luleå Kalix Kågedalen Piteå Rönnskär Skellefteå Öjeby Frösö Heffners/Ortviken Nyland Järved Sandåkern Sollefteå Tunadal Örnsköldsvik Östersund Alfta Bollnäs Godtemplarna Gävle Godtemplare Hedemora Hofors Häradsbygden Tunabro Ljusne Söderhamn Tierp Vansbro Almtuna Österåker Norrtälje Roma Väsby Hammarby, Hanviken, Huddinge, IFK Stockholm, Lidingö, Mälarhöjden, Nacka, Sundbyberg og Traneberg Avesta Remo Enköping Fagersta Arboga Westmann. Ludvika Morgårdsh. Skultuna Surahamm. Västerås Deje Forshaga Grums Karlskoga Bofors Munkfors Trollhättan Viking Kil Mariestad Skövde Sunne Uddeholm Kenty Flen Dalen Vätterstad Husqvarna IFK/IKS Mariefred Terra Norraham. Nyköping Tranås Örebro GAIS Gislaved Halmstad Troja Oskarshamn Malmö Norrby Nybro Skillingaryd Sågdalen Tyringe Öster |
| BK Kenty                   | Linköping                  | GAIS                       | Göteborg                   | Boden Clemensnäs Glommersträsk IFK Kiruna Kiruna AIF Luleå Kalix Kågedalen Piteå Rönnskär Skellefteå Öjeby Frösö Heffners/Ortviken Nyland Järved Sandåkern Sollefteå Tunadal Örnsköldsvik Östersund Alfta Bollnäs Godtemplarna Gävle Godtemplare Hedemora Hofors Häradsbygden Tunabro Ljusne Söderhamn Tierp Vansbro Almtuna Österåker Norrtälje Roma Väsby Hammarby, Hanviken, Huddinge, IFK Stockholm, Lidingö, Mälarhöjden, Nacka, Sundbyberg og Traneberg Avesta Remo Enköping Fagersta Arboga Westmann. Ludvika Morgårdsh. Skultuna Surahamm. Västerås Deje Forshaga Grums Karlskoga Bofors Munkfors Trollhättan Viking Kil Mariestad Skövde Sunne Uddeholm Kenty Flen Dalen Vätterstad Husqvarna IFK/IKS Mariefred Terra Norraham. Nyköping Tranås Örebro GAIS Gislaved Halmstad Troja Oskarshamn Malmö Norrby Nybro Skillingaryd Sågdalen Tyringe Öster |
| Flens IF                   | Flen                       | Gislaveds SK               | Gislaved                   | Boden Clemensnäs Glommersträsk IFK Kiruna Kiruna AIF Luleå Kalix Kågedalen Piteå Rönnskär Skellefteå Öjeby Frösö Heffners/Ortviken Nyland Järved Sandåkern Sollefteå Tunadal Örnsköldsvik Östersund Alfta Bollnäs Godtemplarna Gävle Godtemplare Hedemora Hofors Häradsbygden Tunabro Ljusne Söderhamn Tierp Vansbro Almtuna Österåker Norrtälje Roma Väsby Hammarby, Hanviken, Huddinge, IFK Stockholm, Lidingö, Mälarhöjden, Nacka, Sundbyberg og Traneberg Avesta Remo Enköping Fagersta Arboga Westmann. Ludvika Morgårdsh. Skultuna Surahamm. Västerås Deje Forshaga Grums Karlskoga Bofors Munkfors Trollhättan Viking Kil Mariestad Skövde Sunne Uddeholm Kenty Flen Dalen Vätterstad Husqvarna IFK/IKS Mariefred Terra Norraham. Nyköping Tranås Örebro GAIS Gislaved Halmstad Troja Oskarshamn Malmö Norrby Nybro Skillingaryd Sågdalen Tyringe Öster |
| HC Dalen                   | Norrahammar                | Halmstads HK               | Halmstad                   | Boden Clemensnäs Glommersträsk IFK Kiruna Kiruna AIF Luleå Kalix Kågedalen Piteå Rönnskär Skellefteå Öjeby Frösö Heffners/Ortviken Nyland Järved Sandåkern Sollefteå Tunadal Örnsköldsvik Östersund Alfta Bollnäs Godtemplarna Gävle Godtemplare Hedemora Hofors Häradsbygden Tunabro Ljusne Söderhamn Tierp Vansbro Almtuna Österåker Norrtälje Roma Väsby Hammarby, Hanviken, Huddinge, IFK Stockholm, Lidingö, Mälarhöjden, Nacka, Sundbyberg og Traneberg Avesta Remo Enköping Fagersta Arboga Westmann. Ludvika Morgårdsh. Skultuna Surahamm. Västerås Deje Forshaga Grums Karlskoga Bofors Munkfors Trollhättan Viking Kil Mariestad Skövde Sunne Uddeholm Kenty Flen Dalen Vätterstad Husqvarna IFK/IKS Mariefred Terra Norraham. Nyköping Tranås Örebro GAIS Gislaved Halmstad Troja Oskarshamn Malmö Norrby Nybro Skillingaryd Sågdalen Tyringe Öster |
| Husqvarna IF               | Jönköping                  | IF Troja                   | Ljungby                    | Boden Clemensnäs Glommersträsk IFK Kiruna Kiruna AIF Luleå Kalix Kågedalen Piteå Rönnskär Skellefteå Öjeby Frösö Heffners/Ortviken Nyland Järved Sandåkern Sollefteå Tunadal Örnsköldsvik Östersund Alfta Bollnäs Godtemplarna Gävle Godtemplare Hedemora Hofors Häradsbygden Tunabro Ljusne Söderhamn Tierp Vansbro Almtuna Österåker Norrtälje Roma Väsby Hammarby, Hanviken, Huddinge, IFK Stockholm, Lidingö, Mälarhöjden, Nacka, Sundbyberg og Traneberg Avesta Remo Enköping Fagersta Arboga Westmann. Ludvika Morgårdsh. Skultuna Surahamm. Västerås Deje Forshaga Grums Karlskoga Bofors Munkfors Trollhättan Viking Kil Mariestad Skövde Sunne Uddeholm Kenty Flen Dalen Vätterstad Husqvarna IFK/IKS Mariefred Terra Norraham. Nyköping Tranås Örebro GAIS Gislaved Halmstad Troja Oskarshamn Malmö Norrby Nybro Skillingaryd Sågdalen Tyringe Öster |
| IFK Mariefred              | Mariefred                  | IFK Oskarshamn             | Oskarshamn                 | Boden Clemensnäs Glommersträsk IFK Kiruna Kiruna AIF Luleå Kalix Kågedalen Piteå Rönnskär Skellefteå Öjeby Frösö Heffners/Ortviken Nyland Järved Sandåkern Sollefteå Tunadal Örnsköldsvik Östersund Alfta Bollnäs Godtemplarna Gävle Godtemplare Hedemora Hofors Häradsbygden Tunabro Ljusne Söderhamn Tierp Vansbro Almtuna Österåker Norrtälje Roma Väsby Hammarby, Hanviken, Huddinge, IFK Stockholm, Lidingö, Mälarhöjden, Nacka, Sundbyberg og Traneberg Avesta Remo Enköping Fagersta Arboga Westmann. Ludvika Morgårdsh. Skultuna Surahamm. Västerås Deje Forshaga Grums Karlskoga Bofors Munkfors Trollhättan Viking Kil Mariestad Skövde Sunne Uddeholm Kenty Flen Dalen Vätterstad Husqvarna IFK/IKS Mariefred Terra Norraham. Nyköping Tranås Örebro GAIS Gislaved Halmstad Troja Oskarshamn Malmö Norrby Nybro Skillingaryd Sågdalen Tyringe Öster |
| IFK/IKS                    | Norrköping                 | Malmö FF                   | Malmö                      | Boden Clemensnäs Glommersträsk IFK Kiruna Kiruna AIF Luleå Kalix Kågedalen Piteå Rönnskär Skellefteå Öjeby Frösö Heffners/Ortviken Nyland Järved Sandåkern Sollefteå Tunadal Örnsköldsvik Östersund Alfta Bollnäs Godtemplarna Gävle Godtemplare Hedemora Hofors Häradsbygden Tunabro Ljusne Söderhamn Tierp Vansbro Almtuna Österåker Norrtälje Roma Väsby Hammarby, Hanviken, Huddinge, IFK Stockholm, Lidingö, Mälarhöjden, Nacka, Sundbyberg og Traneberg Avesta Remo Enköping Fagersta Arboga Westmann. Ludvika Morgårdsh. Skultuna Surahamm. Västerås Deje Forshaga Grums Karlskoga Bofors Munkfors Trollhättan Viking Kil Mariestad Skövde Sunne Uddeholm Kenty Flen Dalen Vätterstad Husqvarna IFK/IKS Mariefred Terra Norraham. Nyköping Tranås Örebro GAIS Gislaved Halmstad Troja Oskarshamn Malmö Norrby Nybro Skillingaryd Sågdalen Tyringe Öster |
| IK Terra                   | Linköping                  | Norrby IK                  | Borås                      | Boden Clemensnäs Glommersträsk IFK Kiruna Kiruna AIF Luleå Kalix Kågedalen Piteå Rönnskär Skellefteå Öjeby Frösö Heffners/Ortviken Nyland Järved Sandåkern Sollefteå Tunadal Örnsköldsvik Östersund Alfta Bollnäs Godtemplarna Gävle Godtemplare Hedemora Hofors Häradsbygden Tunabro Ljusne Söderhamn Tierp Vansbro Almtuna Österåker Norrtälje Roma Väsby Hammarby, Hanviken, Huddinge, IFK Stockholm, Lidingö, Mälarhöjden, Nacka, Sundbyberg og Traneberg Avesta Remo Enköping Fagersta Arboga Westmann. Ludvika Morgårdsh. Skultuna Surahamm. Västerås Deje Forshaga Grums Karlskoga Bofors Munkfors Trollhättan Viking Kil Mariestad Skövde Sunne Uddeholm Kenty Flen Dalen Vätterstad Husqvarna IFK/IKS Mariefred Terra Norraham. Nyköping Tranås Örebro GAIS Gislaved Halmstad Troja Oskarshamn Malmö Norrby Nybro Skillingaryd Sågdalen Tyringe Öster |
| Norrahammars GIS           | Norrahammar                | Nybro IF                   | Nybro                      | Boden Clemensnäs Glommersträsk IFK Kiruna Kiruna AIF Luleå Kalix Kågedalen Piteå Rönnskär Skellefteå Öjeby Frösö Heffners/Ortviken Nyland Järved Sandåkern Sollefteå Tunadal Örnsköldsvik Östersund Alfta Bollnäs Godtemplarna Gävle Godtemplare Hedemora Hofors Häradsbygden Tunabro Ljusne Söderhamn Tierp Vansbro Almtuna Österåker Norrtälje Roma Väsby Hammarby, Hanviken, Huddinge, IFK Stockholm, Lidingö, Mälarhöjden, Nacka, Sundbyberg og Traneberg Avesta Remo Enköping Fagersta Arboga Westmann. Ludvika Morgårdsh. Skultuna Surahamm. Västerås Deje Forshaga Grums Karlskoga Bofors Munkfors Trollhättan Viking Kil Mariestad Skövde Sunne Uddeholm Kenty Flen Dalen Vätterstad Husqvarna IFK/IKS Mariefred Terra Norraham. Nyköping Tranås Örebro GAIS Gislaved Halmstad Troja Oskarshamn Malmö Norrby Nybro Skillingaryd Sågdalen Tyringe Öster |
| Nyköpings BIS              | Nyköping                   | Skillingaryds IS           | Skillingaryd               | Boden Clemensnäs Glommersträsk IFK Kiruna Kiruna AIF Luleå Kalix Kågedalen Piteå Rönnskär Skellefteå Öjeby Frösö Heffners/Ortviken Nyland Järved Sandåkern Sollefteå Tunadal Örnsköldsvik Östersund Alfta Bollnäs Godtemplarna Gävle Godtemplare Hedemora Hofors Häradsbygden Tunabro Ljusne Söderhamn Tierp Vansbro Almtuna Österåker Norrtälje Roma Väsby Hammarby, Hanviken, Huddinge, IFK Stockholm, Lidingö, Mälarhöjden, Nacka, Sundbyberg og Traneberg Avesta Remo Enköping Fagersta Arboga Westmann. Ludvika Morgårdsh. Skultuna Surahamm. Västerås Deje Forshaga Grums Karlskoga Bofors Munkfors Trollhättan Viking Kil Mariestad Skövde Sunne Uddeholm Kenty Flen Dalen Vätterstad Husqvarna IFK/IKS Mariefred Terra Norraham. Nyköping Tranås Örebro GAIS Gislaved Halmstad Troja Oskarshamn Malmö Norrby Nybro Skillingaryd Sågdalen Tyringe Öster |
| Tranås AIF                 | Tranås                     | Sågdalens SK               | Göteborg                   | Boden Clemensnäs Glommersträsk IFK Kiruna Kiruna AIF Luleå Kalix Kågedalen Piteå Rönnskär Skellefteå Öjeby Frösö Heffners/Ortviken Nyland Järved Sandåkern Sollefteå Tunadal Örnsköldsvik Östersund Alfta Bollnäs Godtemplarna Gävle Godtemplare Hedemora Hofors Häradsbygden Tunabro Ljusne Söderhamn Tierp Vansbro Almtuna Österåker Norrtälje Roma Väsby Hammarby, Hanviken, Huddinge, IFK Stockholm, Lidingö, Mälarhöjden, Nacka, Sundbyberg og Traneberg Avesta Remo Enköping Fagersta Arboga Westmann. Ludvika Morgårdsh. Skultuna Surahamm. Västerås Deje Forshaga Grums Karlskoga Bofors Munkfors Trollhättan Viking Kil Mariestad Skövde Sunne Uddeholm Kenty Flen Dalen Vätterstad Husqvarna IFK/IKS Mariefred Terra Norraham. Nyköping Tranås Örebro GAIS Gislaved Halmstad Troja Oskarshamn Malmö Norrby Nybro Skillingaryd Sågdalen Tyringe Öster |
| Vätterstads IK             | Jönköping                  | Tyringe SoSS               | Tyringe                    | Boden Clemensnäs Glommersträsk IFK Kiruna Kiruna AIF Luleå Kalix Kågedalen Piteå Rönnskär Skellefteå Öjeby Frösö Heffners/Ortviken Nyland Järved Sandåkern Sollefteå Tunadal Örnsköldsvik Östersund Alfta Bollnäs Godtemplarna Gävle Godtemplare Hedemora Hofors Häradsbygden Tunabro Ljusne Söderhamn Tierp Vansbro Almtuna Österåker Norrtälje Roma Väsby Hammarby, Hanviken, Huddinge, IFK Stockholm, Lidingö, Mälarhöjden, Nacka, Sundbyberg og Traneberg Avesta Remo Enköping Fagersta Arboga Westmann. Ludvika Morgårdsh. Skultuna Surahamm. Västerås Deje Forshaga Grums Karlskoga Bofors Munkfors Trollhättan Viking Kil Mariestad Skövde Sunne Uddeholm Kenty Flen Dalen Vätterstad Husqvarna IFK/IKS Mariefred Terra Norraham. Nyköping Tranås Örebro GAIS Gislaved Halmstad Troja Oskarshamn Malmö Norrby Nybro Skillingaryd Sågdalen Tyringe Öster |
| Örebro SK                  | Örebro                     | Östers IF                  | Växjö                      | Boden Clemensnäs Glommersträsk IFK Kiruna Kiruna AIF Luleå Kalix Kågedalen Piteå Rönnskär Skellefteå Öjeby Frösö Heffners/Ortviken Nyland Järved Sandåkern Sollefteå Tunadal Örnsköldsvik Östersund Alfta Bollnäs Godtemplarna Gävle Godtemplare Hedemora Hofors Häradsbygden Tunabro Ljusne Söderhamn Tierp Vansbro Almtuna Österåker Norrtälje Roma Väsby Hammarby, Hanviken, Huddinge, IFK Stockholm, Lidingö, Mälarhöjden, Nacka, Sundbyberg og Traneberg Avesta Remo Enköping Fagersta Arboga Westmann. Ludvika Morgårdsh. Skultuna Surahamm. Västerås Deje Forshaga Grums Karlskoga Bofors Munkfors Trollhättan Viking Kil Mariestad Skövde Sunne Uddeholm Kenty Flen Dalen Vätterstad Husqvarna IFK/IKS Mariefred Terra Norraham. Nyköping Tranås Örebro GAIS Gislaved Halmstad Troja Oskarshamn Malmö Norrby Nybro Skillingaryd Sågdalen Tyringe Öster |

## Nord

### Division II Nord A
| \| Nr \| Hold \| K \| V \| U \| T \| Mf \| \| Mi \| +/- \| P \| \| -- \| ------------------ \| -- \| -- \| - \| -- \| --- \| - \| --- \| --- \| ------------------------------------- \| \| 1 \| Skellefteå AIK (N) \| 22 \| 17 \| 2 \| 3 \| 136 \| – \| 46 \| +90 \| 36Oprykningsspil \| \| 2 \| IFK Kiruna \| 22 \| 16 \| 3 \| 3 \| 96 \| – \| 61 \| +35 \| 35 \| \| 3 \| Clemensnäs IF (N) \| 22 \| 13 \| 2 \| 7 \| 95 \| – \| 66 \| +29 \| 28 \| \| 4 \| Kiruna AIF \| 22 \| 11 \| 6 \| 5 \| 105 \| – \| 81 \| +24 \| 28 \| \| 5 \| Rönnskärs IF \| 22 \| 12 \| 2 \| 8 \| 104 \| – \| 74 \| +30 \| 26 \| \| 6 \| IFK Luleå \| 22 \| 10 \| 2 \| 10 \| 101 \| – \| 75 \| +26 \| 22 \| \| 7 \| Bodens BK \| 22 \| 10 \| 2 \| 10 \| 93 \| – \| 107 \| −14 \| 22 \| \| 8 \| Piteå IF \| 22 \| 9 \| 2 \| 11 \| 84 \| – \| 78 \| +6 \| 20 \| \| 9 \| Kågedalens AIF \| 22 \| 9 \| 1 \| 12 \| 87 \| – \| 103 \| −16 \| 19 \| \| 10 \| Glommersträsk IF \| 22 \| 5 \| 3 \| 14 \| 65 \| – \| 150 \| −85 \| 13Nedrykning til Division III 1968-69 \| \| 11 \| Kalix IF (O) \| 22 \| 5 \| 1 \| 16 \| 50 \| – \| 109 \| −59 \| 11Nedrykning til Division III 1968-69 \| \| 12 \| Öjeby IF (O) \| 22 \| 1 \| 2 \| 19 \| 70 \| – \| 136 \| −66 \| 4Nedrykning til Division III 1968-69 \| K: Kampe spillet, V: Vundne kampe, U: Uafgjorte kampe, T: Tabte kampe, Mf: Mål for, Mi: Mål imod, +/-: Måldifference, P: Point |                    |    |    |   |    |     |   |     |     |                                       |
| Nr | Hold               | K  | V  | U | T  | Mf  |   | Mi  | +/- | P                                     |
| 1 | Skellefteå AIK (N) | 22 | 17 | 2 | 3  | 136 | – | 46  | +90 | 36Oprykningsspil                      |
| 2 | IFK Kiruna         | 22 | 16 | 3 | 3  | 96  | – | 61  | +35 | 35                                    |
| 3 | Clemensnäs IF (N)  | 22 | 13 | 2 | 7  | 95  | – | 66  | +29 | 28                                    |
| 4 | Kiruna AIF         | 22 | 11 | 6 | 5  | 105 | – | 81  | +24 | 28                                    |
| 5 | Rönnskärs IF       | 22 | 12 | 2 | 8  | 104 | – | 74  | +30 | 26                                    |
| 6 | IFK Luleå          | 22 | 10 | 2 | 10 | 101 | – | 75  | +26 | 22                                    |
| 7 | Bodens BK          | 22 | 10 | 2 | 10 | 93  | – | 107 | −14 | 22                                    |
| 8 | Piteå IF           | 22 | 9  | 2 | 11 | 84  | – | 78  | +6  | 20                                    |
| 9 | Kågedalens AIF     | 22 | 9  | 1 | 12 | 87  | – | 103 | −16 | 19                                    |
| 10 | Glommersträsk IF   | 22 | 5  | 3 | 14 | 65  | – | 150 | −85 | 13Nedrykning til Division III 1968-69 |
| 11 | Kalix IF (O)       | 22 | 5  | 1 | 16 | 50  | – | 109 | −59 | 11Nedrykning til Division III 1968-69 |
| 12 | Öjeby IF (O)       | 22 | 1  | 2 | 19 | 70  | – | 136 | −66 | 4Nedrykning til Division III 1968-69  |

### Division II Nord B
| \| Nr \| Hold \| K \| V \| U \| T \| Mf \| \| Mi \| +/- \| P \| \| -- \| --------------------- \| -- \| -- \| - \| -- \| -- \| - \| --- \| --- \| ------------------------------------ \| \| 1 \| Sandåkerns SK \| 16 \| 14 \| 0 \| 2 \| 80 \| – \| 40 \| +40 \| 28Oprykningsspil \| \| 2 \| Heffners/Ortvikens IF \| 16 \| 12 \| 0 \| 4 \| 95 \| – \| 45 \| +50 \| 24 \| \| 3 \| Östersunds IK \| 16 \| 11 \| 1 \| 4 \| 75 \| – \| 42 \| +33 \| 23 \| \| 4 \| Järveds IF \| 16 \| 10 \| 1 \| 5 \| 74 \| – \| 43 \| +31 \| 21 \| \| 5 \| IFK Nyland \| 16 \| 5 \| 4 \| 7 \| 52 \| – \| 66 \| −14 \| 14 \| \| 6 \| Sollefteå IK \| 16 \| 4 \| 4 \| 8 \| 49 \| – \| 63 \| −14 \| 12 \| \| 7 \| Tunadals IF (O) \| 16 \| 4 \| 0 \| 12 \| 66 \| – \| 113 \| −47 \| 8 \| \| 8 \| Örnsköldsviks SK (O) \| 16 \| 3 \| 1 \| 12 \| 38 \| – \| 72 \| −34 \| 7 \| \| 9 \| Frösö IF (O) \| 16 \| 2 \| 3 \| 11 \| 21 \| – \| 98 \| −77 \| 7Nedrykning til Division III 1968-69 \| K: Kampe spillet, V: Vundne kampe, U: Uafgjorte kampe, T: Tabte kampe, Mf: Mål for, Mi: Mål imod, +/-: Måldifference, P: Point |                       |    |    |   |    |    |   |     |     |                                      |
| Nr | Hold                  | K  | V  | U | T  | Mf |   | Mi  | +/- | P                                    |
| 1 | Sandåkerns SK         | 16 | 14 | 0 | 2  | 80 | – | 40  | +40 | 28Oprykningsspil                     |
| 2 | Heffners/Ortvikens IF | 16 | 12 | 0 | 4  | 95 | – | 45  | +50 | 24                                   |
| 3 | Östersunds IK         | 16 | 11 | 1 | 4  | 75 | – | 42  | +33 | 23                                   |
| 4 | Järveds IF            | 16 | 10 | 1 | 5  | 74 | – | 43  | +31 | 21                                   |
| 5 | IFK Nyland            | 16 | 5  | 4 | 7  | 52 | – | 66  | −14 | 14                                   |
| 6 | Sollefteå IK          | 16 | 4  | 4 | 8  | 49 | – | 63  | −14 | 12                                   |
| 7 | Tunadals IF (O)       | 16 | 4  | 0 | 12 | 66 | – | 113 | −47 | 8                                    |
| 8 | Örnsköldsviks SK (O)  | 16 | 3  | 1 | 12 | 38 | – | 72  | −34 | 7                                    |
| 9 | Frösö IF (O)          | 16 | 2  | 3 | 11 | 21 | – | 98  | −77 | 7Nedrykning til Division III 1968-69 |

## Øst

### Division II Øst A
| \| Nr \| Hold \| K \| V \| U \| T \| Mf \| \| Mi \| +/- \| P \| \| -- \| --------------------- \| -- \| -- \| - \| -- \| --- \| - \| --- \| --- \| ------------------------------------ \| \| 1 \| Häradsbygdens SS \| 22 \| 17 \| 2 \| 3 \| 117 \| – \| 50 \| +67 \| 36Oprykningsspil \| \| 2 \| IF Tunabro (O) \| 22 \| 15 \| 3 \| 4 \| 105 \| – \| 46 \| +59 \| 33 \| \| 3 \| Bollnäs IS \| 22 \| 15 \| 0 \| 7 \| 105 \| – \| 71 \| +34 \| 30 \| \| 4 \| Godtemplarnas IF (O) \| 22 \| 13 \| 2 \| 7 \| 96 \| – \| 49 \| +47 \| 28 \| \| 5 \| Ljusne AIK \| 22 \| 13 \| 1 \| 8 \| 90 \| – \| 72 \| +18 \| 27 \| \| 6 \| Alfta GIF \| 22 \| 11 \| 4 \| 7 \| 86 \| – \| 84 \| +2 \| 26 \| \| 7 \| Gävle Godtemplares IK \| 22 \| 10 \| 3 \| 9 \| 91 \| – \| 92 \| −1 \| 23 \| \| 8 \| Söderhamns IK (O) \| 22 \| 10 \| 2 \| 10 \| 73 \| – \| 80 \| −7 \| 22 \| \| 9 \| Hofors IK \| 22 \| 8 \| 2 \| 12 \| 79 \| – \| 85 \| −6 \| 18 \| \| 10 \| Tierps IF (O) \| 22 \| 4 \| 1 \| 17 \| 52 \| – \| 120 \| −68 \| 9Nedrykning til Division III 1968-69 \| \| 11 \| Vansbro AIK \| 22 \| 2 \| 2 \| 18 \| 52 \| – \| 111 \| −59 \| 6Nedrykning til Division III 1968-69 \| \| 12 \| Hedemora SK \| 22 \| 3 \| 0 \| 19 \| 45 \| – \| 131 \| −86 \| 6Nedrykning til Division III 1968-69 \| K: Kampe spillet, V: Vundne kampe, U: Uafgjorte kampe, T: Tabte kampe, Mf: Mål for, Mi: Mål imod, +/-: Måldifference, P: Point |                       |    |    |   |    |     |   |     |     |                                      |
| Nr | Hold                  | K  | V  | U | T  | Mf  |   | Mi  | +/- | P                                    |
| 1 | Häradsbygdens SS      | 22 | 17 | 2 | 3  | 117 | – | 50  | +67 | 36Oprykningsspil                     |
| 2 | IF Tunabro (O)        | 22 | 15 | 3 | 4  | 105 | – | 46  | +59 | 33                                   |
| 3 | Bollnäs IS            | 22 | 15 | 0 | 7  | 105 | – | 71  | +34 | 30                                   |
| 4 | Godtemplarnas IF (O)  | 22 | 13 | 2 | 7  | 96  | – | 49  | +47 | 28                                   |
| 5 | Ljusne AIK            | 22 | 13 | 1 | 8  | 90  | – | 72  | +18 | 27                                   |
| 6 | Alfta GIF             | 22 | 11 | 4 | 7  | 86  | – | 84  | +2  | 26                                   |
| 7 | Gävle Godtemplares IK | 22 | 10 | 3 | 9  | 91  | – | 92  | −1  | 23                                   |
| 8 | Söderhamns IK (O)     | 22 | 10 | 2 | 10 | 73  | – | 80  | −7  | 22                                   |
| 9 | Hofors IK             | 22 | 8  | 2 | 12 | 79  | – | 85  | −6  | 18                                   |
| 10 | Tierps IF (O)         | 22 | 4  | 1 | 17 | 52  | – | 120 | −68 | 9Nedrykning til Division III 1968-69 |
| 11 | Vansbro AIK           | 22 | 2  | 2 | 18 | 52  | – | 111 | −59 | 6Nedrykning til Division III 1968-69 |
| 12 | Hedemora SK           | 22 | 3  | 0 | 19 | 45  | – | 131 | −86 | 6Nedrykning til Division III 1968-69 |

### Division II Øst B
| \| Nr \| Hold \| K \| V \| U \| T \| Mf \| \| Mi \| +/- \| P \| \| -- \| ----------------- \| -- \| -- \| - \| -- \| --- \| - \| --- \| ---- \| ------------------------------------- \| \| 1 \| Hammarby IF \| 26 \| 21 \| 2 \| 3 \| 172 \| – \| 70 \| +102 \| 44Oprykningsspil \| \| 2 \| Tranebergs IF \| 26 \| 17 \| 3 \| 6 \| 127 \| – \| 67 \| +60 \| 37 \| \| 3 \| Almtuna IS \| 26 \| 17 \| 1 \| 8 \| 126 \| – \| 76 \| +50 \| 35 \| \| 4 \| Norrtälje IK \| 26 \| 15 \| 2 \| 9 \| 119 \| – \| 81 \| +38 \| 32 \| \| 5 \| Nacka SK (O) \| 26 \| 14 \| 3 \| 9 \| 113 \| – \| 105 \| +8 \| 31 \| \| 6 \| Huddinge IK \| 26 \| 14 \| 1 \| 11 \| 108 \| – \| 95 \| +13 \| 29 \| \| 7 \| Sundbybergs IK \| 26 \| 13 \| 3 \| 10 \| 113 \| – \| 108 \| +5 \| 29 \| \| 8 \| Väsby IK \| 26 \| 11 \| 4 \| 11 \| 137 \| – \| 112 \| +25 \| 26 \| \| 9 \| Mälarhöjdens IK \| 26 \| 12 \| 2 \| 12 \| 108 \| – \| 107 \| +1 \| 26 \| \| 10 \| Roma IF (O) \| 26 \| 9 \| 4 \| 13 \| 92 \| – \| 111 \| −19 \| 22 \| \| 11 \| IFK Österåker (O) \| 26 \| 10 \| 1 \| 15 \| 96 \| – \| 123 \| −27 \| 21 \| \| 12 \| Hanvikens SK (O) \| 26 \| 7 \| 2 \| 17 \| 85 \| – \| 126 \| −41 \| 16Nedrykning til Division III 1968-69 \| \| 13 \| IFK Stockholm \| 26 \| 3 \| 2 \| 21 \| 79 \| – \| 169 \| −90 \| 8Nedrykning til Division III 1968-69 \| \| 14 \| IFK Lidingö \| 26 \| 3 \| 2 \| 21 \| 81 \| – \| 206 \| −125 \| 8Nedrykning til Division III 1968-69 \| K: Kampe spillet, V: Vundne kampe, U: Uafgjorte kampe, T: Tabte kampe, Mf: Mål for, Mi: Mål imod, +/-: Måldifference, P: Point |                   |    |    |   |    |     |   |     |      |                                       |
| Nr | Hold              | K  | V  | U | T  | Mf  |   | Mi  | +/-  | P                                     |
| 1 | Hammarby IF       | 26 | 21 | 2 | 3  | 172 | – | 70  | +102 | 44Oprykningsspil                      |
| 2 | Tranebergs IF     | 26 | 17 | 3 | 6  | 127 | – | 67  | +60  | 37                                    |
| 3 | Almtuna IS        | 26 | 17 | 1 | 8  | 126 | – | 76  | +50  | 35                                    |
| 4 | Norrtälje IK      | 26 | 15 | 2 | 9  | 119 | – | 81  | +38  | 32                                    |
| 5 | Nacka SK (O)      | 26 | 14 | 3 | 9  | 113 | – | 105 | +8   | 31                                    |
| 6 | Huddinge IK       | 26 | 14 | 1 | 11 | 108 | – | 95  | +13  | 29                                    |
| 7 | Sundbybergs IK    | 26 | 13 | 3 | 10 | 113 | – | 108 | +5   | 29                                    |
| 8 | Väsby IK          | 26 | 11 | 4 | 11 | 137 | – | 112 | +25  | 26                                    |
| 9 | Mälarhöjdens IK   | 26 | 12 | 2 | 12 | 108 | – | 107 | +1   | 26                                    |
| 10 | Roma IF (O)       | 26 | 9  | 4 | 13 | 92  | – | 111 | −19  | 22                                    |
| 11 | IFK Österåker (O) | 26 | 10 | 1 | 15 | 96  | – | 123 | −27  | 21                                    |
| 12 | Hanvikens SK (O)  | 26 | 7  | 2 | 17 | 85  | – | 126 | −41  | 16Nedrykning til Division III 1968-69 |
| 13 | IFK Stockholm     | 26 | 3  | 2 | 21 | 79  | – | 169 | −90  | 8Nedrykning til Division III 1968-69  |
| 14 | IFK Lidingö       | 26 | 3  | 2 | 21 | 81  | – | 206 | −125 | 8Nedrykning til Division III 1968-69  |

## Vest

### Division II Vest A
| \| Nr \| Hold \| K \| V \| U \| T \| Mf \| \| Mi \| +/- \| P \| \| -- \| ------------------ \| -- \| -- \| - \| -- \| --- \| - \| --- \| ---- \| ------------------------------------ \| \| 1 \| Fagersta AIK \| 20 \| 18 \| 0 \| 2 \| 114 \| – \| 47 \| +67 \| 36Oprykningsspil \| \| 2 \| Surahammars IF \| 20 \| 16 \| 1 \| 3 \| 117 \| – \| 47 \| +70 \| 33 \| \| 3 \| Skultuna IS \| 20 \| 12 \| 2 \| 6 \| 107 \| – \| 67 \| +40 \| 26 \| \| 4 \| Avesta BK (N) \| 20 \| 12 \| 2 \| 6 \| 91 \| – \| 62 \| +29 \| 26 \| \| 5 \| Enköpings SK \| 20 \| 9 \| 5 \| 6 \| 70 \| – \| 58 \| +12 \| 23 \| \| 6 \| IFK Arboga \| 20 \| 7 \| 4 \| 9 \| 86 \| – \| 70 \| +16 \| 18 \| \| 7 \| Ludvika FFI \| 20 \| 8 \| 2 \| 10 \| 77 \| – \| 76 \| +1 \| 18 \| \| 8 \| IK Westmannia \| 20 \| 8 \| 2 \| 10 \| 58 \| – \| 83 \| −25 \| 18 \| \| 9 \| Morgårdshammars IF \| 20 \| 8 \| 0 \| 12 \| 84 \| – \| 111 \| −27 \| 16 \| \| 10 \| BK Remo \| 20 \| 2 \| 0 \| 18 \| 52 \| – \| 120 \| −68 \| 4Nedrykning til Division III 1968-69 \| \| 11 \| Västerås SK (O) \| 20 \| 1 \| 0 \| 19 \| 62 \| – \| 177 \| −115 \| 2Nedrykning til Division III 1968-69 \| K: Kampe spillet, V: Vundne kampe, U: Uafgjorte kampe, T: Tabte kampe, Mf: Mål for, Mi: Mål imod, +/-: Måldifference, P: Point |                    |    |    |   |    |     |   |     |      |                                      |
| Nr | Hold               | K  | V  | U | T  | Mf  |   | Mi  | +/-  | P                                    |
| 1 | Fagersta AIK       | 20 | 18 | 0 | 2  | 114 | – | 47  | +67  | 36Oprykningsspil                     |
| 2 | Surahammars IF     | 20 | 16 | 1 | 3  | 117 | – | 47  | +70  | 33                                   |
| 3 | Skultuna IS        | 20 | 12 | 2 | 6  | 107 | – | 67  | +40  | 26                                   |
| 4 | Avesta BK (N)      | 20 | 12 | 2 | 6  | 91  | – | 62  | +29  | 26                                   |
| 5 | Enköpings SK       | 20 | 9  | 5 | 6  | 70  | – | 58  | +12  | 23                                   |
| 6 | IFK Arboga         | 20 | 7  | 4 | 9  | 86  | – | 70  | +16  | 18                                   |
| 7 | Ludvika FFI        | 20 | 8  | 2 | 10 | 77  | – | 76  | +1   | 18                                   |
| 8 | IK Westmannia      | 20 | 8  | 2 | 10 | 58  | – | 83  | −25  | 18                                   |
| 9 | Morgårdshammars IF | 20 | 8  | 0 | 12 | 84  | – | 111 | −27  | 16                                   |
| 10 | BK Remo            | 20 | 2  | 0 | 18 | 52  | – | 120 | −68  | 4Nedrykning til Division III 1968-69 |
| 11 | Västerås SK (O)    | 20 | 1  | 0 | 19 | 62  | – | 177 | −115 | 2Nedrykning til Division III 1968-69 |

### Division II Vest B
| \| Nr \| Hold \| K \| V \| U \| T \| Mf \| \| Mi \| +/- \| P \| \| -- \| ------------------- \| -- \| -- \| - \| -- \| --- \| - \| --- \| ---- \| ------------------------------------ \| \| 1 \| IF Karlskoga/Bofors \| 22 \| 21 \| 1 \| 0 \| 194 \| – \| 47 \| +147 \| 43Oprykningsspil \| \| 2 \| Mariestads BoIS \| 22 \| 18 \| 1 \| 3 \| 134 \| – \| 68 \| +66 \| 37 \| \| 3 \| Grums IK \| 22 \| 17 \| 1 \| 4 \| 125 \| – \| 73 \| +52 \| 35 \| \| 4 \| IK Viking \| 22 \| 16 \| 0 \| 6 \| 142 \| – \| 87 \| +55 \| 32 \| \| 5 \| Forshaga IF \| 22 \| 12 \| 0 \| 10 \| 87 \| – \| 84 \| +3 \| 24 \| \| 6 \| Skövde IK (O) \| 22 \| 10 \| 2 \| 10 \| 117 \| – \| 112 \| +5 \| 22 \| \| 7 \| IFK Munkfors \| 22 \| 9 \| 3 \| 10 \| 105 \| – \| 122 \| −17 \| 21 \| \| 8 \| Deje IK \| 22 \| 8 \| 1 \| 13 \| 114 \| – \| 117 \| −3 \| 17 \| \| 9 \| Uddeholms IF \| 22 \| 7 \| 2 \| 13 \| 112 \| – \| 131 \| −19 \| 16 \| \| 10 \| IFK Trollhättan \| 22 \| 4 \| 1 \| 17 \| 58 \| – \| 128 \| −70 \| 9 \| \| 11 \| Kils AIK \| 22 \| 2 \| 3 \| 17 \| 60 \| – \| 155 \| −95 \| 7Nedrykning til Division III 1968-69 \| \| 12 \| Sunne IK (O) \| 22 \| 0 \| 1 \| 21 \| 68 \| – \| 192 \| −124 \| 1Nedrykning til Division III 1968-69 \| K: Kampe spillet, V: Vundne kampe, U: Uafgjorte kampe, T: Tabte kampe, Mf: Mål for, Mi: Mål imod, +/-: Måldifference, P: Point |                     |    |    |   |    |     |   |     |      |                                      |
| Nr | Hold                | K  | V  | U | T  | Mf  |   | Mi  | +/-  | P                                    |
| 1 | IF Karlskoga/Bofors | 22 | 21 | 1 | 0  | 194 | – | 47  | +147 | 43Oprykningsspil                     |
| 2 | Mariestads BoIS     | 22 | 18 | 1 | 3  | 134 | – | 68  | +66  | 37                                   |
| 3 | Grums IK            | 22 | 17 | 1 | 4  | 125 | – | 73  | +52  | 35                                   |
| 4 | IK Viking           | 22 | 16 | 0 | 6  | 142 | – | 87  | +55  | 32                                   |
| 5 | Forshaga IF         | 22 | 12 | 0 | 10 | 87  | – | 84  | +3   | 24                                   |
| 6 | Skövde IK (O)       | 22 | 10 | 2 | 10 | 117 | – | 112 | +5   | 22                                   |
| 7 | IFK Munkfors        | 22 | 9  | 3 | 10 | 105 | – | 122 | −17  | 21                                   |
| 8 | Deje IK             | 22 | 8  | 1 | 13 | 114 | – | 117 | −3   | 17                                   |
| 9 | Uddeholms IF        | 22 | 7  | 2 | 13 | 112 | – | 131 | −19  | 16                                   |
| 10 | IFK Trollhättan     | 22 | 4  | 1 | 17 | 58  | – | 128 | −70  | 9                                    |
| 11 | Kils AIK            | 22 | 2  | 3 | 17 | 60  | – | 155 | −95  | 7Nedrykning til Division III 1968-69 |
| 12 | Sunne IK (O)        | 22 | 0  | 1 | 21 | 68  | – | 192 | −124 | 1Nedrykning til Division III 1968-69 |

## Syd

### Division II Syd A
| \| Nr \| Hold \| K \| V \| U \| T \| Mf \| \| Mi \| +/- \| P \| \| -- \| ----------------- \| -- \| -- \| - \| -- \| --- \| - \| --- \| ---- \| ------------------------------------ \| \| 1 \| IFK/IKS \| 22 \| 16 \| 3 \| 3 \| 121 \| – \| 61 \| +60 \| 35Oprykningsspil \| \| 2 \| BK Kenty \| 22 \| 16 \| 2 \| 4 \| 107 \| – \| 65 \| +42 \| 34 \| \| 3 \| Tranås AIF \| 22 \| 14 \| 1 \| 7 \| 96 \| – \| 63 \| +33 \| 29 \| \| 4 \| Örebro SK (N) \| 22 \| 13 \| 1 \| 8 \| 129 \| – \| 105 \| +24 \| 27 \| \| 5 \| Husqvarna IF \| 22 \| 12 \| 2 \| 8 \| 121 \| – \| 83 \| +38 \| 26 \| \| 6 \| Nyköpings BIS \| 22 \| 12 \| 2 \| 8 \| 106 \| – \| 70 \| +36 \| 26 \| \| 7 \| IK Terra (O) \| 22 \| 12 \| 2 \| 8 \| 94 \| – \| 66 \| +28 \| 26 \| \| 8 \| HC Dalen \| 22 \| 12 \| 2 \| 8 \| 110 \| – \| 93 \| +17 \| 26 \| \| 9 \| Vätterstads IF \| 22 \| 8 \| 0 \| 14 \| 84 \| – \| 123 \| −39 \| 16 \| \| 10 \| Norrahammars GIS \| 22 \| 5 \| 0 \| 17 \| 67 \| – \| 133 \| −66 \| 10 \| \| 11 \| IFK Mariefred (O) \| 22 \| 3 \| 2 \| 17 \| 56 \| – \| 119 \| −63 \| 8Nedrykning til Division III 1968-69 \| \| 12 \| Flens IF \| 22 \| 0 \| 1 \| 21 \| 40 \| – \| 150 \| −110 \| 1Nedrykning til Division III 1968-69 \| K: Kampe spillet, V: Vundne kampe, U: Uafgjorte kampe, T: Tabte kampe, Mf: Mål for, Mi: Mål imod, +/-: Måldifference, P: Point |                   |    |    |   |    |     |   |     |      |                                      |
| Nr | Hold              | K  | V  | U | T  | Mf  |   | Mi  | +/-  | P                                    |
| 1 | IFK/IKS           | 22 | 16 | 3 | 3  | 121 | – | 61  | +60  | 35Oprykningsspil                     |
| 2 | BK Kenty          | 22 | 16 | 2 | 4  | 107 | – | 65  | +42  | 34                                   |
| 3 | Tranås AIF        | 22 | 14 | 1 | 7  | 96  | – | 63  | +33  | 29                                   |
| 4 | Örebro SK (N)     | 22 | 13 | 1 | 8  | 129 | – | 105 | +24  | 27                                   |
| 5 | Husqvarna IF      | 22 | 12 | 2 | 8  | 121 | – | 83  | +38  | 26                                   |
| 6 | Nyköpings BIS     | 22 | 12 | 2 | 8  | 106 | – | 70  | +36  | 26                                   |
| 7 | IK Terra (O)      | 22 | 12 | 2 | 8  | 94  | – | 66  | +28  | 26                                   |
| 8 | HC Dalen          | 22 | 12 | 2 | 8  | 110 | – | 93  | +17  | 26                                   |
| 9 | Vätterstads IF    | 22 | 8  | 0 | 14 | 84  | – | 123 | −39  | 16                                   |
| 10 | Norrahammars GIS  | 22 | 5  | 0 | 17 | 67  | – | 133 | −66  | 10                                   |
| 11 | IFK Mariefred (O) | 22 | 3  | 2 | 17 | 56  | – | 119 | −63  | 8Nedrykning til Division III 1968-69 |
| 12 | Flens IF          | 22 | 0  | 1 | 21 | 40  | – | 150 | −110 | 1Nedrykning til Division III 1968-69 |

### Division II Syd B
| \| Nr \| Hold \| K \| V \| U \| T \| Mf \| \| Mi \| +/- \| P \| \| -- \| ------------------ \| -- \| -- \| - \| -- \| --- \| - \| --- \| --- \| ------------------------------------- \| \| 1 \| Nybro IF \| 22 \| 16 \| 4 \| 2 \| 150 \| – \| 53 \| +97 \| 36Oprykningsspil \| \| 2 \| Malmö FF \| 22 \| 14 \| 4 \| 4 \| 114 \| – \| 69 \| +45 \| 32 \| \| 3 \| Tyringe SoSS \| 22 \| 14 \| 2 \| 6 \| 87 \| – \| 49 \| +38 \| 30 \| \| 4 \| Östers IF \| 22 \| 12 \| 3 \| 7 \| 90 \| – \| 71 \| +19 \| 27 \| \| 5 \| IF Troja \| 22 \| 11 \| 2 \| 9 \| 93 \| – \| 82 \| +11 \| 24 \| \| 6 \| Skillingaryds IS \| 22 \| 9 \| 6 \| 7 \| 75 \| – \| 75 \| 0 \| 24 \| \| 7 \| Sågdalens SK \| 22 \| 10 \| 2 \| 10 \| 68 \| – \| 76 \| −8 \| 22 \| \| 8 \| Norrby IF \| 22 \| 7 \| 5 \| 10 \| 68 \| – \| 77 \| −9 \| 19 \| \| 9 \| IFK Oskarshamn (O) \| 22 \| 8 \| 3 \| 11 \| 89 \| – \| 112 \| −23 \| 19 \| \| 10 \| Halmstads HK (O) \| 22 \| 5 \| 3 \| 14 \| 64 \| – \| 108 \| −44 \| 13 \| \| 11 \| Gislaveds SK (O) \| 22 \| 5 \| 2 \| 15 \| 59 \| – \| 106 \| −47 \| 12Nedrykning til Division III 1968-69 \| \| 12 \| GAIS (O) \| 22 \| 1 \| 4 \| 17 \| 40 \| – \| 119 \| −79 \| 6Nedrykning til Division III 1968-69 \| K: Kampe spillet, V: Vundne kampe, U: Uafgjorte kampe, T: Tabte kampe, Mf: Mål for, Mi: Mål imod, +/-: Måldifference, P: Point |                    |    |    |   |    |     |   |     |     |                                       |
| Nr | Hold               | K  | V  | U | T  | Mf  |   | Mi  | +/- | P                                     |
| 1 | Nybro IF           | 22 | 16 | 4 | 2  | 150 | – | 53  | +97 | 36Oprykningsspil                      |
| 2 | Malmö FF           | 22 | 14 | 4 | 4  | 114 | – | 69  | +45 | 32                                    |
| 3 | Tyringe SoSS       | 22 | 14 | 2 | 6  | 87  | – | 49  | +38 | 30                                    |
| 4 | Östers IF          | 22 | 12 | 3 | 7  | 90  | – | 71  | +19 | 27                                    |
| 5 | IF Troja           | 22 | 11 | 2 | 9  | 93  | – | 82  | +11 | 24                                    |
| 6 | Skillingaryds IS   | 22 | 9  | 6 | 7  | 75  | – | 75  | 0   | 24                                    |
| 7 | Sågdalens SK       | 22 | 10 | 2 | 10 | 68  | – | 76  | −8  | 22                                    |
| 8 | Norrby IF          | 22 | 7  | 5 | 10 | 68  | – | 77  | −9  | 19                                    |
| 9 | IFK Oskarshamn (O) | 22 | 8  | 3 | 11 | 89  | – | 112 | −23 | 19                                    |
| 10 | Halmstads HK (O)   | 22 | 5  | 3 | 14 | 64  | – | 108 | −44 | 13                                    |
| 11 | Gislaveds SK (O)   | 22 | 5  | 2 | 15 | 59  | – | 106 | −47 | 12Nedrykning til Division III 1968-69 |
| 12 | GAIS (O)           | 22 | 1  | 4 | 17 | 40  | – | 119 | −79 | 6Nedrykning til Division III 1968-69  |

## Oprykningsspil
I oprykningsspillet spillede de otte puljevindere om fire oprykningspladser til Division I. De otte hold blev inddelt i to nye puljer med fire hold i hver, og i hver pulje spillede holdene om to oprykningspladser.

### Nord
Oprykningsspil Nord havde deltagelse af vinderne af grundspilspuljerne i regionerne Nord og Øst. Holdene spillede en dobbeltturnering alle-mod-alle om to oprykningspladser til Division I.
| \| Nr \| Hold \| K \| V \| U \| T \| Mf \| \| Mi \| +/- \| P \| \| -- \| ------------------ \| - \| - \| - \| - \| -- \| - \| -- \| --- \| --------------------------------- \| \| 1 \| Skellefteå AIK (N) \| 6 \| 4 \| 1 \| 1 \| 31 \| – \| 24 \| +7 \| 9Oprykning til Division I 1968-69 \| \| 2 \| Hammarby IF \| 6 \| 4 \| 0 \| 2 \| 29 \| – \| 28 \| +1 \| 8Oprykning til Division I 1968-69 \| \| 3 \| Sandåkerns SK \| 6 \| 2 \| 1 \| 3 \| 26 \| – \| 31 \| −5 \| 5 \| \| 4 \| Häradsbygdens SS \| 6 \| 0 \| 2 \| 4 \| 22 \| – \| 29 \| −7 \| 2 \| K: Kampe spillet, V: Vundne kampe, U: Uafgjorte kampe, T: Tabte kampe, Mf: Mål for, Mi: Mål imod, +/-: Måldifference, P: Point |                    |   |   |   |   |    |   |    |     |                                   |
| Nr | Hold               | K | V | U | T | Mf |   | Mi | +/- | P                                 |
| 1 | Skellefteå AIK (N) | 6 | 4 | 1 | 1 | 31 | – | 24 | +7  | 9Oprykning til Division I 1968-69 |
| 2 | Hammarby IF        | 6 | 4 | 0 | 2 | 29 | – | 28 | +1  | 8Oprykning til Division I 1968-69 |
| 3 | Sandåkerns SK      | 6 | 2 | 1 | 3 | 26 | – | 31 | −5  | 5                                 |
| 4 | Häradsbygdens SS   | 6 | 0 | 2 | 4 | 22 | – | 29 | −7  | 2                                 |

| Kampprogram | Kampprogram      | Kampprogram      | Kampprogram | Kampprogram   |
| Dato        | Hjemmehold       | Udehold          | Resultat    | Perioder      |
| ----------- | ---------------- | ---------------- | ----------- | ------------- |
| 23. februar | Hammarby IF      | Skellefteå AIK   | 5–3         | 2-0, 2-1, 1-2 |
| 23. februar | Sandåkerns SK    | Häradsbygdens SS | 4–4         | 1-3, 0-0, 3-1 |
| 25. februar | Häradsbygdens SS | Skellefteå AIK   | 4–4         | 2-2, 2-1, 0-1 |
| 25. februar | Sandåkerns SK    | Hammarby IF      | 5–1         | 2-0, 0-0, 3-1 |
| 3. marts    | Hammarby IF      | Häradsbygdens SS | 6–2         | 1-0, 2-2, 3-0 |
| 3. marts    | Skellefteå AIK   | Sandåkerns SK    | 9–3         | 0-2, 3-1, 6-0 |
| 6. marts    | Häradsbygdens SS | Hammarby IF      | 3–4         | 1-0, 1-2, 1-2 |
| 6. marts    | Sandåkerns SK    | Skellefteå AIK   | 5–6         | 1-1, 2-4, 2-1 |
| 9. marts    | Skellefteå AIK   | Hammarby IF      | 3–2         | 1-0, 1-1, 1-1 |
| 9. marts    | Häradsbygdens SS | Sandåkerns SK    | 4–5         | 0-1, 3-1, 1-3 |
| 16. marts   | Skellefteå AIK   | Häradsbygdens SS | 6–5         | 1-1, 2-1, 3-3 |
| 16. marts   | Hammarby IF      | Sandåkerns SK    | 7–4         | 1-1, 2-1, 4-2 |

### Syd
Oprykningsspil Syd havde deltagelse af vinderne af grundspilspuljerne i regionerne Vest og Syd. Holdene spillede en dobbeltturnering alle-mod-alle om to oprykningspladser til Division I.
| \| Nr \| Hold \| K \| V \| U \| T \| Mf \| \| Mi \| +/- \| P \| \| -- \| ------------------- \| - \| - \| - \| - \| -- \| - \| -- \| --- \| ---------------------------------- \| \| 1 \| IF Karlskoga/Bofors \| 6 \| 5 \| 0 \| 1 \| 41 \| – \| 14 \| +27 \| 10Oprykning til Division I 1968-69 \| \| 2 \| Nybro IF \| 6 \| 4 \| 0 \| 2 \| 29 \| – \| 28 \| +1 \| 8Oprykning til Division I 1968-69 \| \| 3 \| Fagersta AIK \| 6 \| 3 \| 0 \| 3 \| 24 \| – \| 26 \| −2 \| 6 \| \| 4 \| IFK/IKS \| 6 \| 0 \| 0 \| 6 \| 18 \| – \| 44 \| −26 \| 0 \| K: Kampe spillet, V: Vundne kampe, U: Uafgjorte kampe, T: Tabte kampe, Mf: Mål for, Mi: Mål imod, +/-: Måldifference, P: Point |                     |   |   |   |   |    |   |    |     |                                    |
| Nr | Hold                | K | V | U | T | Mf |   | Mi | +/- | P                                  |
| 1 | IF Karlskoga/Bofors | 6 | 5 | 0 | 1 | 41 | – | 14 | +27 | 10Oprykning til Division I 1968-69 |
| 2 | Nybro IF            | 6 | 4 | 0 | 2 | 29 | – | 28 | +1  | 8Oprykning til Division I 1968-69  |
| 3 | Fagersta AIK        | 6 | 3 | 0 | 3 | 24 | – | 26 | −2  | 6                                  |
| 4 | IFK/IKS             | 6 | 0 | 0 | 6 | 18 | – | 44 | −26 | 0                                  |

| Kampprogram | Kampprogram         | Kampprogram         | Kampprogram | Kampprogram   |
| Dato        | Hjemmehold          | Udehold             | Resultat    | Perioder      |
| ----------- | ------------------- | ------------------- | ----------- | ------------- |
| 23. februar | IFK/IKS             | Nybro IF            | 3–5         | 0-1, 0-0, 3-4 |
| 23. februar | IF Karlskoga/Bofors | Fagersta AIK        | 8–1         | 2-0, 3-1, 3-0 |
| 25. februar | Nybro IF            | IF Karlskoga/Bofors | 5–4         | 3-3, 2-0, 0-1 |
| 25. februar | Fagersta AIK        | IFK/IKS             | 3–2         | 0-1, 2-0, 1-1 |
| 1. marts    | IFK/IKS             | IF Karlskoga/Bofors | 3–11        | 2-3, 0-4, 1-4 |
| 1. marts    | Fagersta AIK        | Nybro IF            | 2–4         | 2-0, 0-2, 0-2 |
| 3. marts    | IF Karlskoga/Bofors | IFK/IKS             | 7–2         | 5-0, 1-1, 1-1 |
| 3. marts    | Nybro IF            | Fagersta AIK        | 4–8         | 0-2, 3-1, 1-5 |
| 8. marts    | Nybro IF            | IFK/IKS             | 9–4         | 1-2, 3-2, 5-0 |
| 8. marts    | Fagersta AIK        | IF Karlskoga/Bofors | 1–4         | 0-1, 1-1, 0-2 |
| 10. marts   | IF Karlskoga/Bofors | Nybro IF            | 7–2         | 1-1, 2-0, 4-1 |
| 10. marts   | IFK/IKS             | Fagersta AIK        | 4–9         | 2-4, 0-2, 2-3 |